# Citroën Berlingo
Citroën Berlingo și Peugeot Partner sunt o gamă de vehicule multifuncționale produse de Grupul PSA și ulterior de Stellantis. Ele sunt vândute atât ca autoutilitare pentru utilizare ca vehicule comerciale, cât și ca variantă de pasageri cu scaune în spate și geamuri. A treia generație este vândută și ca Opel/Vauxhall Combo, ca Toyota ProAce City din 2019 și ca Fiat Doblò din 2022.
Furgonetele sunt disponibile în versiuni pentru pasageri numite Berlingo Multispace și Partner Combi, Partner Tepee și Peugeot Rifter pentru a treia generație. În Italia, prima generație a Partner a fost cunoscută sub numele de Peugeot Ranch. Acestea s-au bazat inițial pe mecanica de Citroën ZX/Peugeot 306.
Cu spațiul lor de marfă dreptunghiular, asemănător unei cutii și partea frontală aerodinamică, pot fi considerați conceptual descendenți ai camionetei Citroën 2CV (AK400). Noile Citroën Berlingo și Peugeot Partner/Rifter, lansate în 2018, împărtășesc designul cu noul Vauxhall/Opel Combo, în urma achiziționării de către PSA a acțiunilor GM.
Atât Berlingo, cât și Partner au fost produse în versiuni CNG și electrice și cu motoare cu patru cilindri pe benzină și diesel.

## Prima generație (M49; 1996)
Prima generație Berlingo/Partner a fost lansată oficial în iulie 1996. Versiunea de cargo se numește pur și simplu Partner, iar versiunea pentru pasageri Partner Combi. În Italia se numește Ranch, iar în Mexic Grand Raid.
Până în 2010, modelele pre-facelift erau încă produse în Argentina. Modelul actualizat a sosit în sfârșit în acel an.

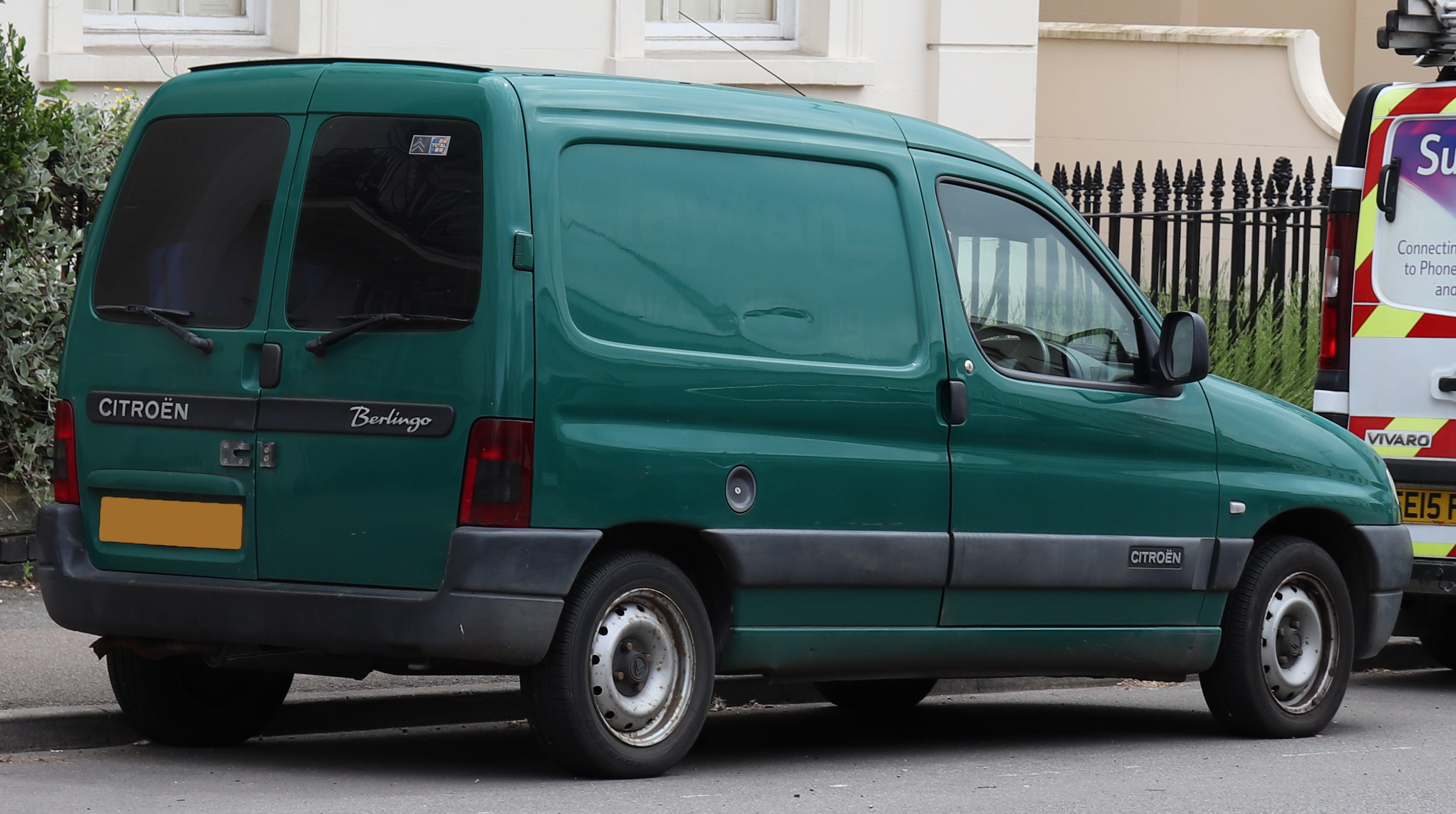
Citroën Berlingo (pre-facelift)
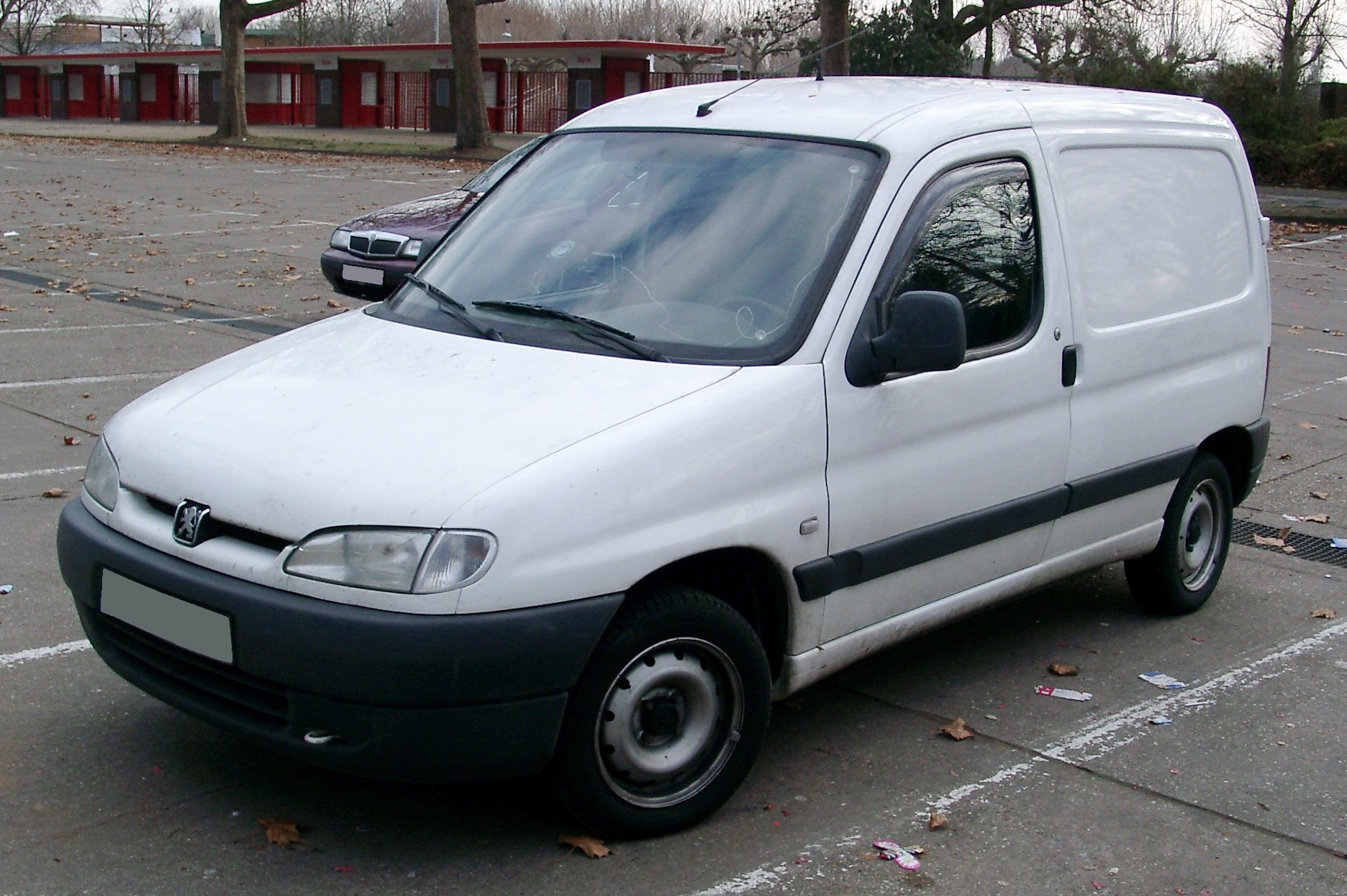
Peugeot Partner (pre-facelift)
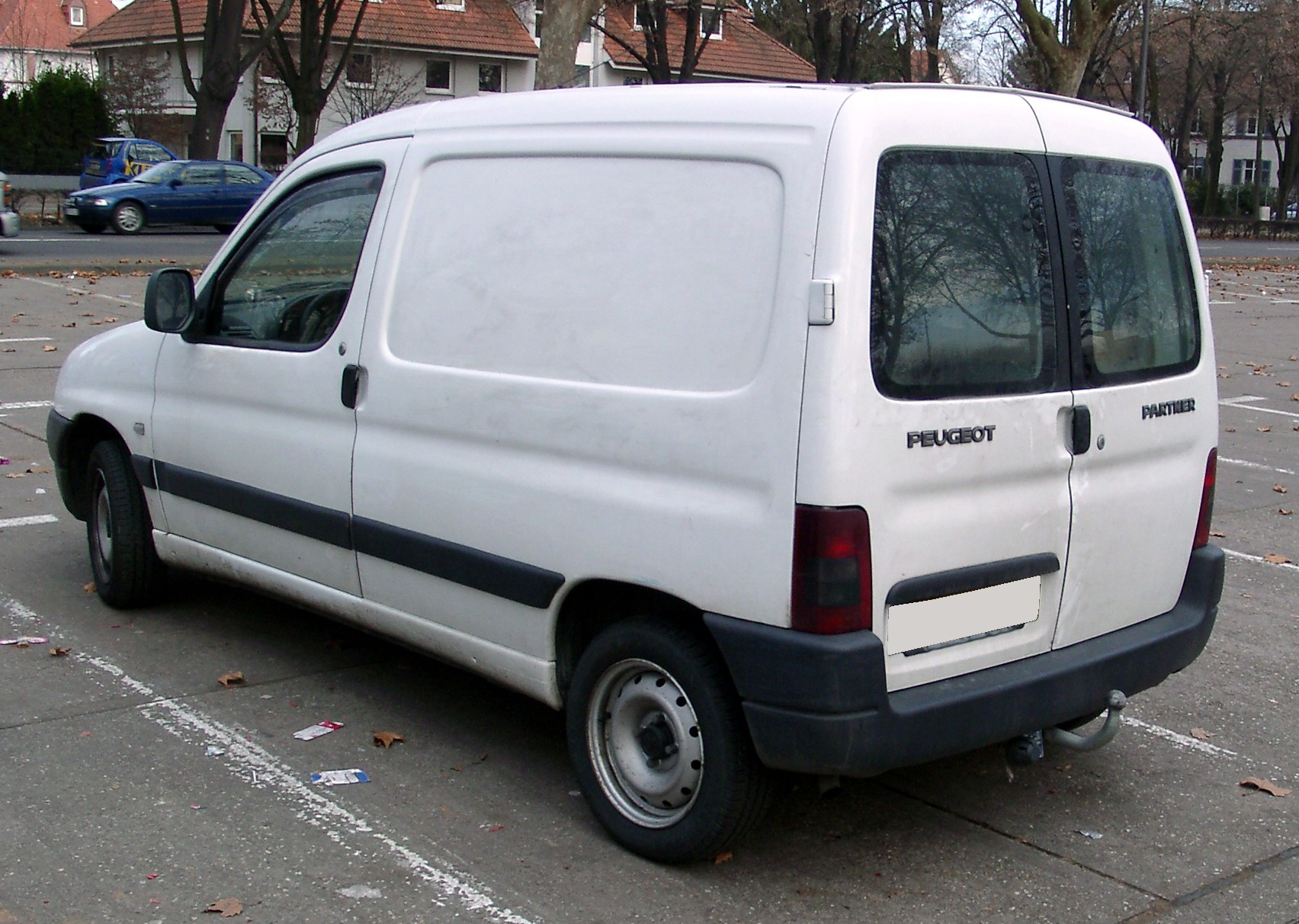
Peugeot Partner (pre-facelift; spate)

### Facelift (M59; 2003)
În decembrie 2002 a fost lansată o versiune revizuită, cu noi ceasuri de bord, similare celor găsite la Peugeot 206, un interior nou și o parte frontală reproiectată.
În cursul anului 2004, a avut loc un alt facelift minor, care a inclus modificări ale grilei și grupurilor de lumini.
După lansarea celei de-a doua generații Berlingo și Rifter, modelele din prima generație au rămas în ofertă. Au luat numele „Citroën Berlingo First” și „Peugeot Partner Origin”.
În 2010, au fost lansate Citroën Berlingo First Electrique și Peugeot Partner Origin Electric. Aceste două variante electrice au fost fabricate de firma Venturi, care le-a asamblat în Solesmes, Sarthe.
În Argentina, Peugeot a lansat o versiune de off-road, numită Partner Patagónica. Acest model a avut diverse nume atunci când a fost vândut în Europa în anii 2000, precum Partner Ushuaïa Grand Raid, Partner Escapade, Partner Grande Escapade, Partner VTC, Partner Indiana, dar și altele.
Din 2013, Berlingo și Partner nu mai sunt disponibile în Europa. Atât versiunile LCV, cât și cele pentru pasageri și-au continuat însă cariera în America de Sud, unde încă sunt produse după atâția ani.
Furgonetele de pasageri Berlingo Multispace și Partner Patagónica au primit o actualizare în iunie 2021. Mai multe piese ale ambelor vehicule sunt acum fabricate local. Asta înseamnă că acum au uși în spate (deja fabricate local pentru versiunile de cargo), înlocuind hayonul care era importat din Europa.

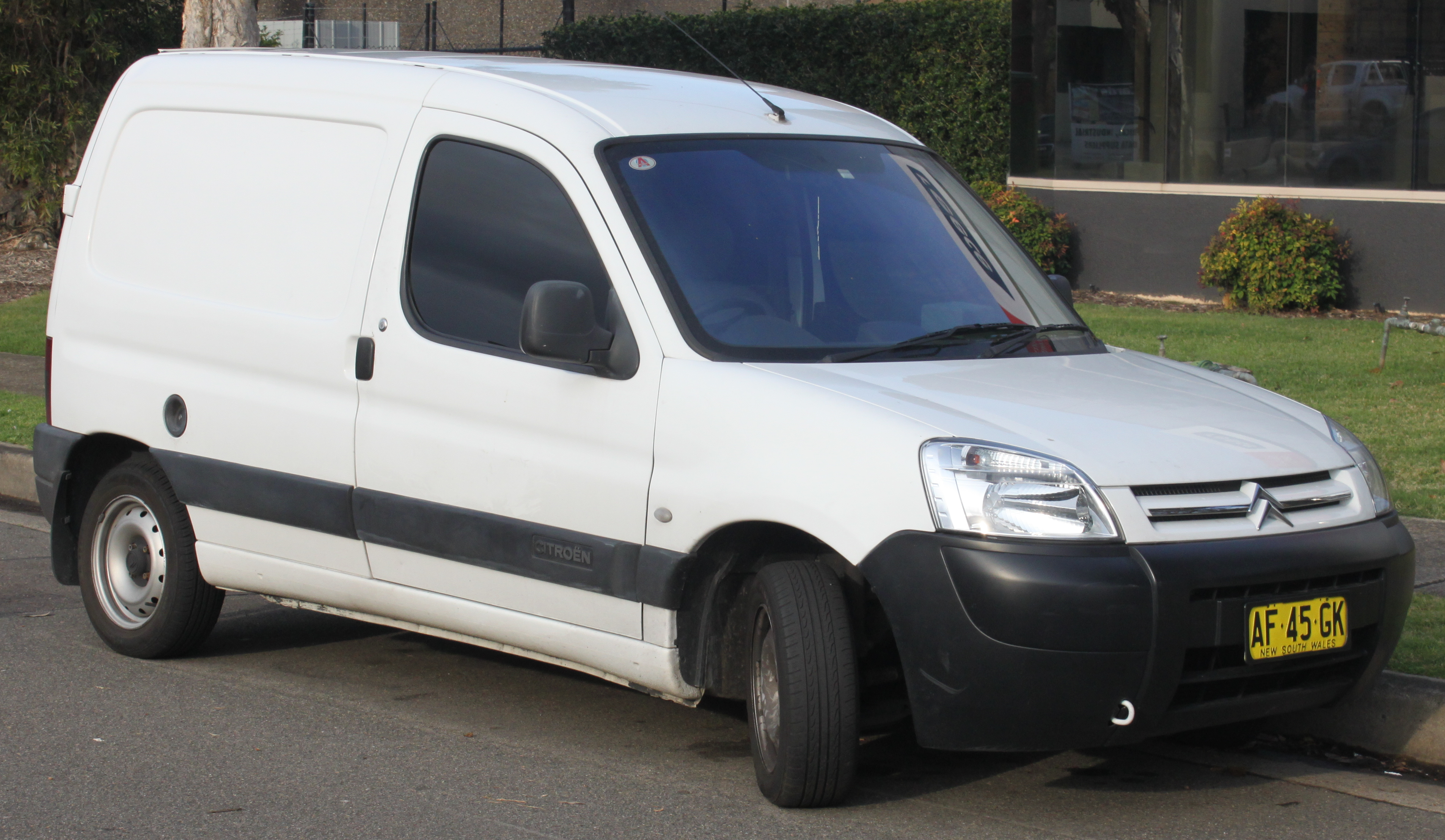
Citroën Berlingo (facelift)
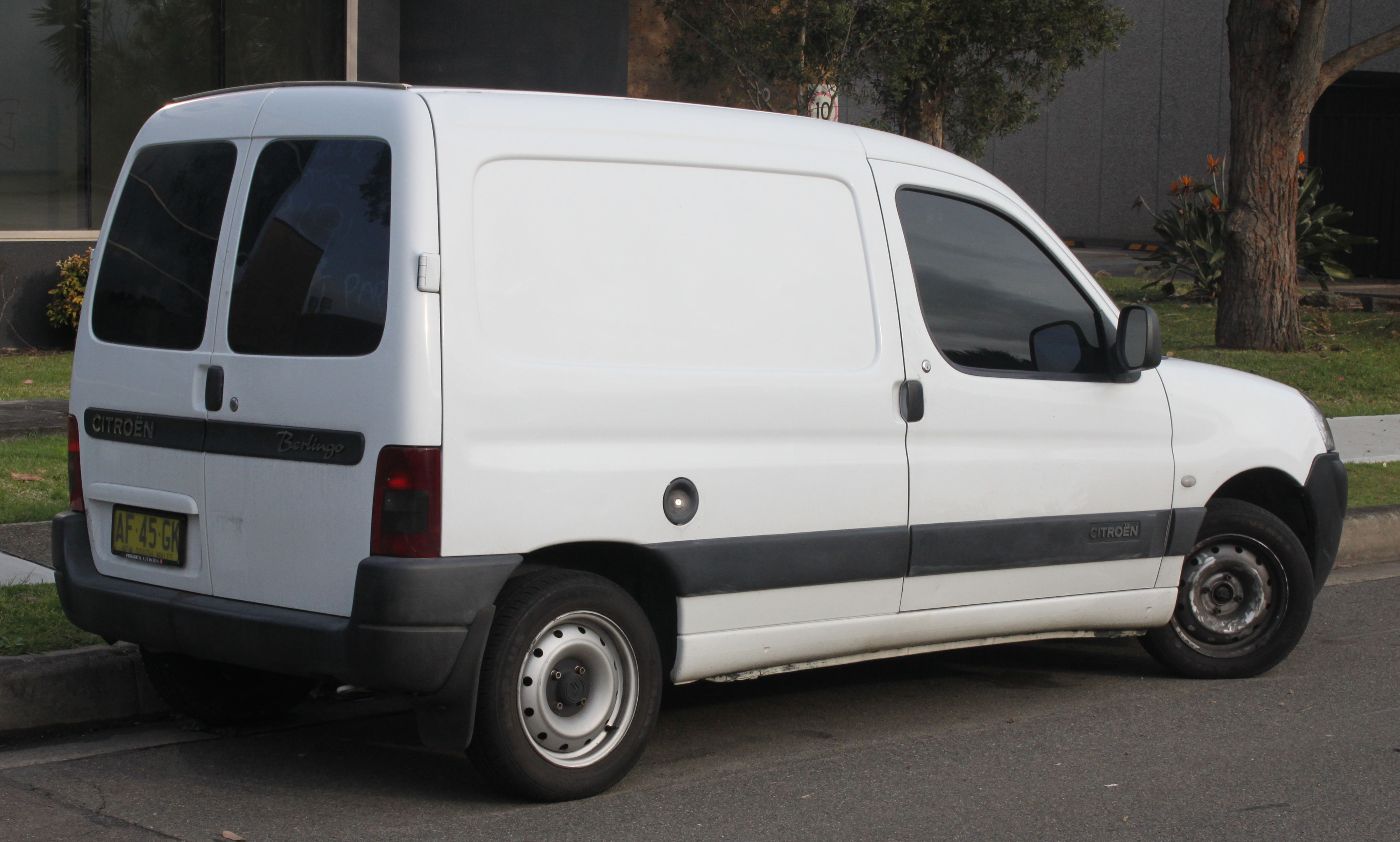
Citroën Berlingo (facelift; spate)
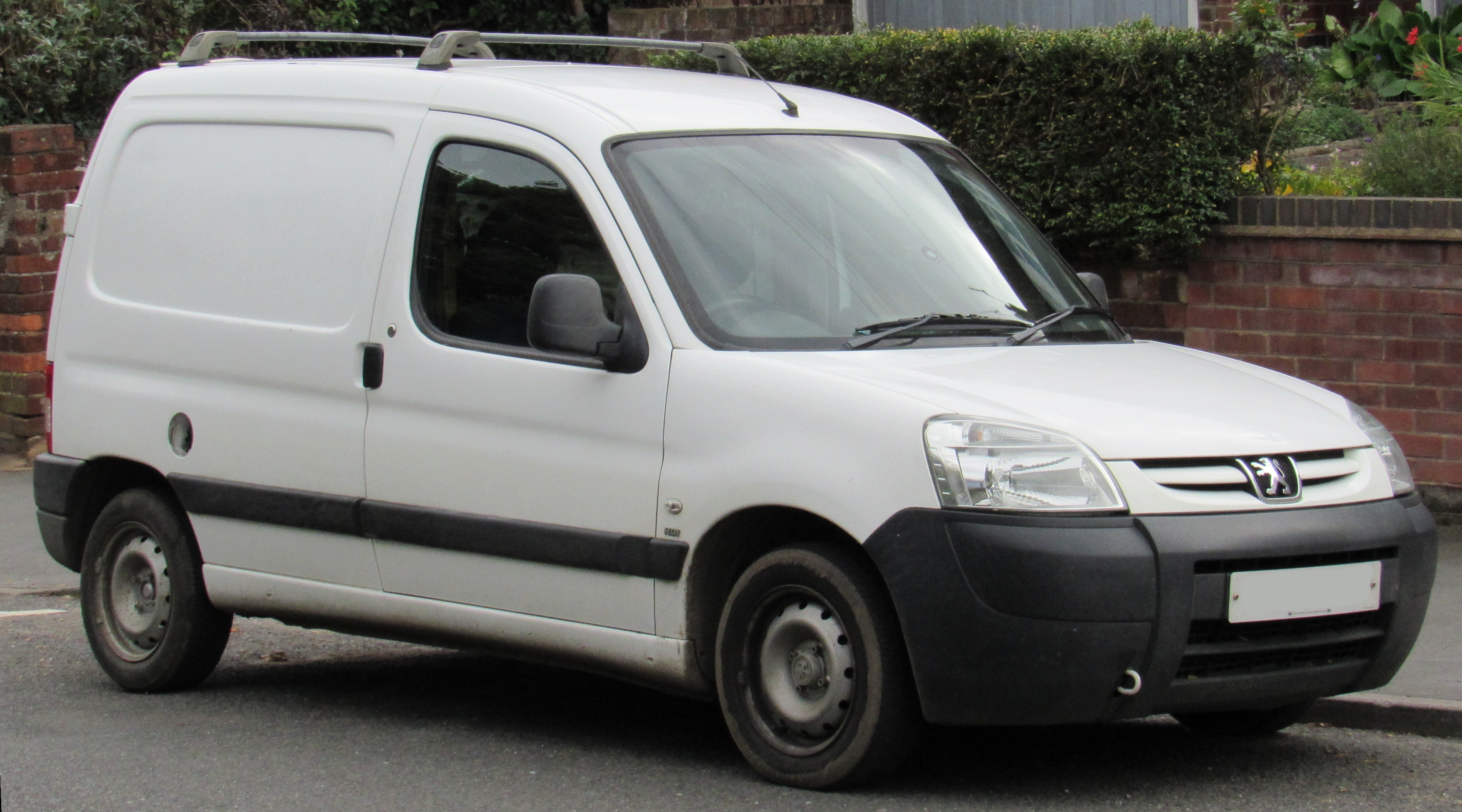
Peugeot Partner (facelift)
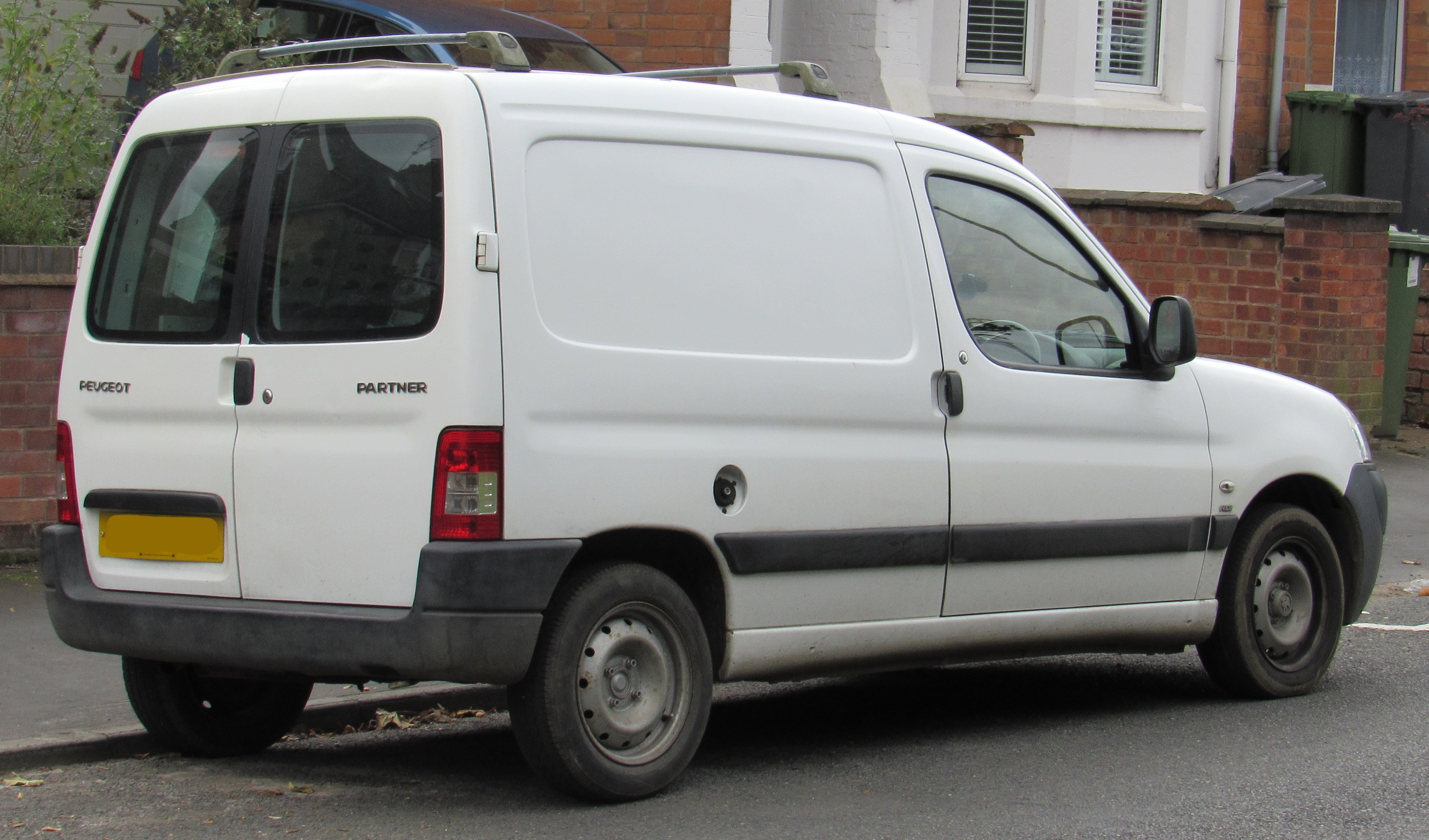
Peugeot Partner (facelift; spate)

## A doua generație (B9; 2008)
Două modele diferite au înlocuit prima generație de Peugeot Partner și Citroën Berlingo în 2008: un vehicul mai mic (Citroën Nemo/Peugeot Bipper, care a înlocuit și Citroën C15 First) și un vehicul mai mare (Citroën Berlingo II/Peugeot Partner II).
Berlingo II, stilat de Gilles Vidal, se bazează pe Platforma 2 a PSA (ca și Citroën C4), și este prin urmare, mai mare și considerabil mai scump decât predecesorul său. Gama de motoare este similară cu alte modele actuale ale grupului PSA.
Berlingo și Partner au fost dezvăluite oficial în ianuarie 2008, Berlingo fiind lansat primul pe piața europeană, în aprilie 2008, urmat de Partener în mai 2008. În Mexic, această generație a fost vândută alături de Partenerul original, ca și în alte câteva țări, ca Grand Raid și Partner Origin.
O versiune electrică este disponibilă din 2013. În martie 2017, a fost anunțat un Citroen e-Berlingo Multispace cu cinci locuri.
Această generație este produsă și vândută și în Rusia sub numele de Peugeot Partner (și ca Peugeot Partner Crossway pentru varianta de pasageri), Citroën Berlingo (și Citroën Berlingo Multispace) și exclusiv ca Opel Combo Cargo (și Opel Combo Life) din martie 2021.

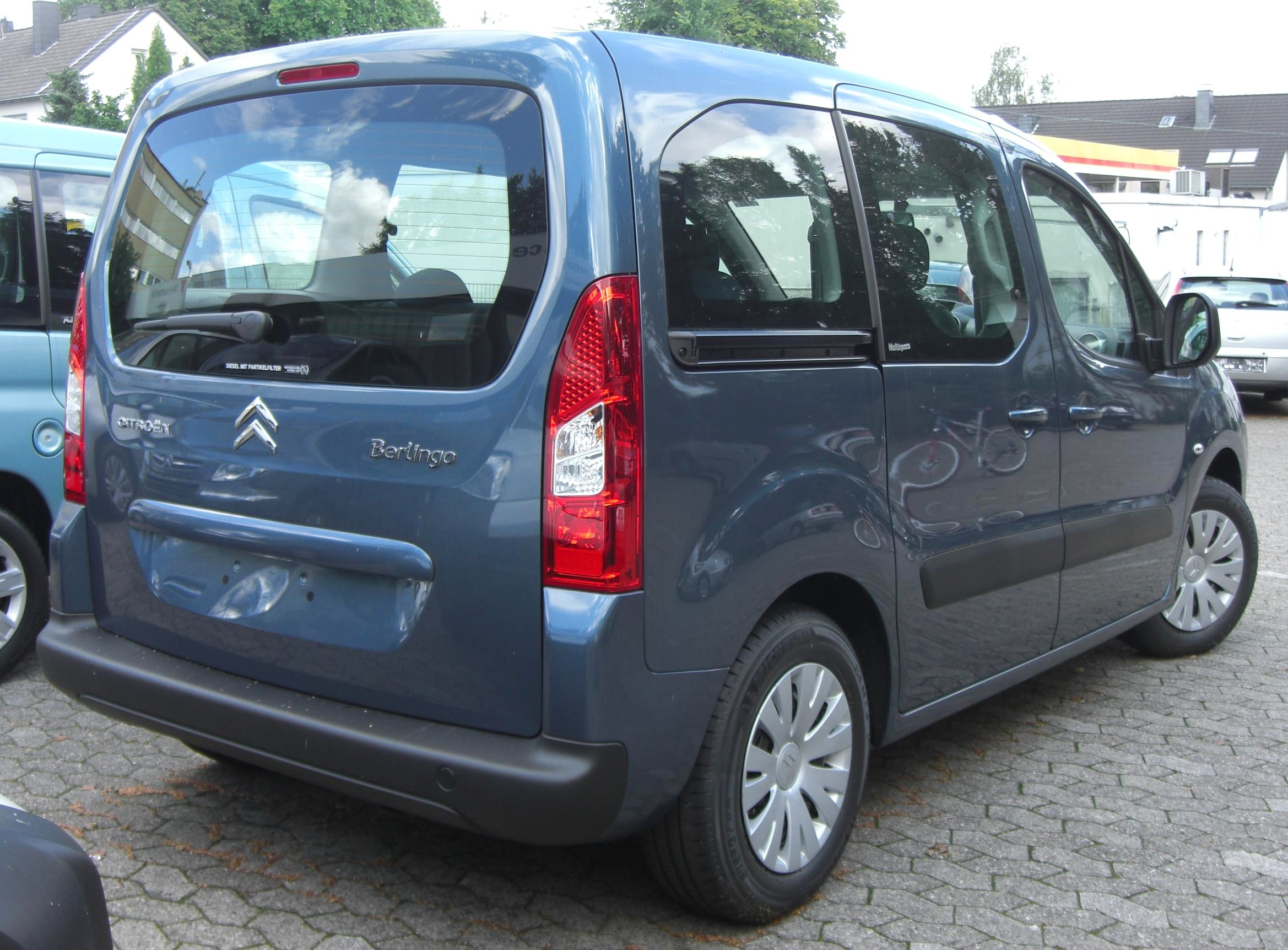
Citroën Berlingo (pre-facelift; spate)
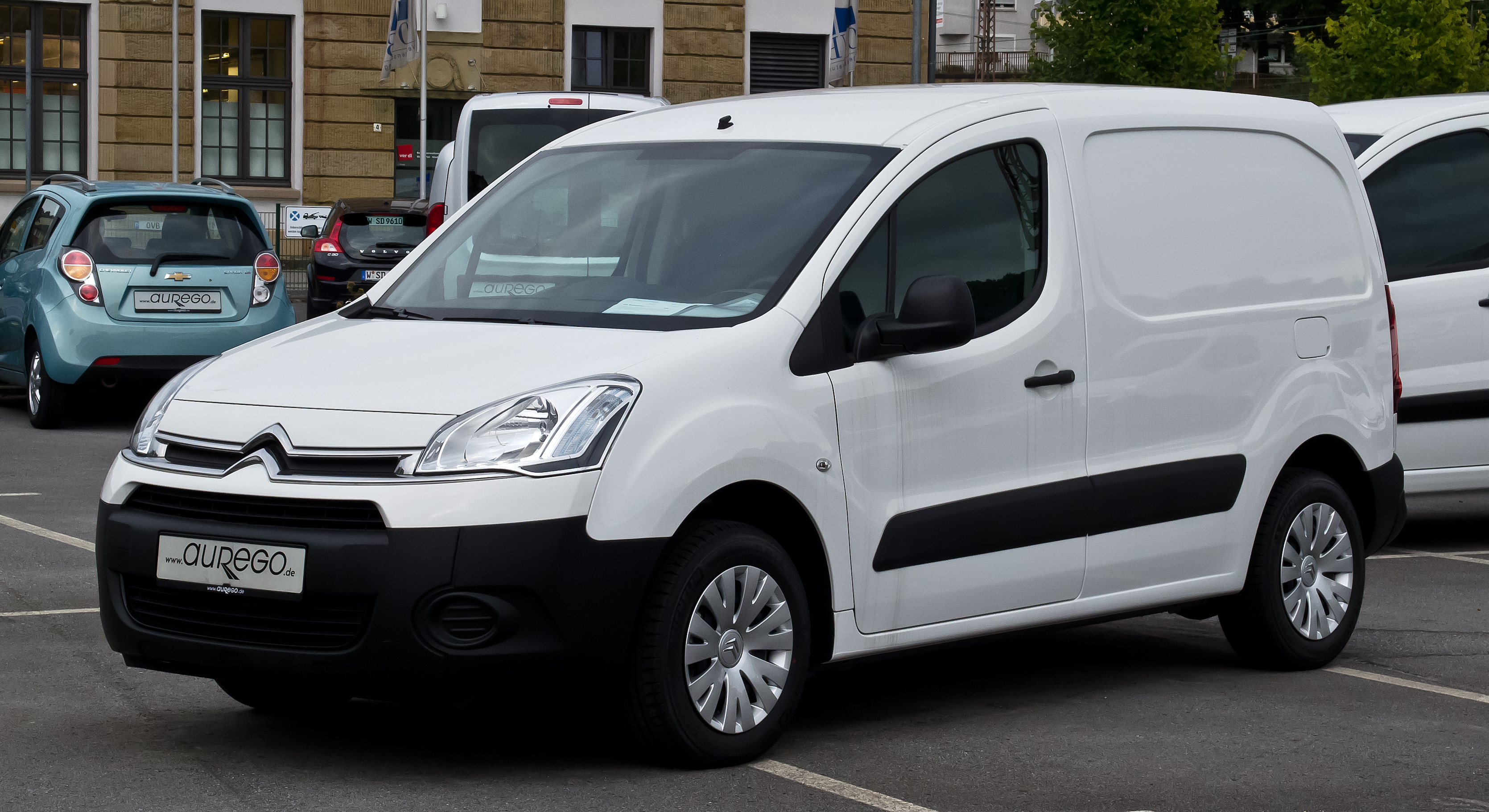
Citroën Berlingo (facelift 2012)
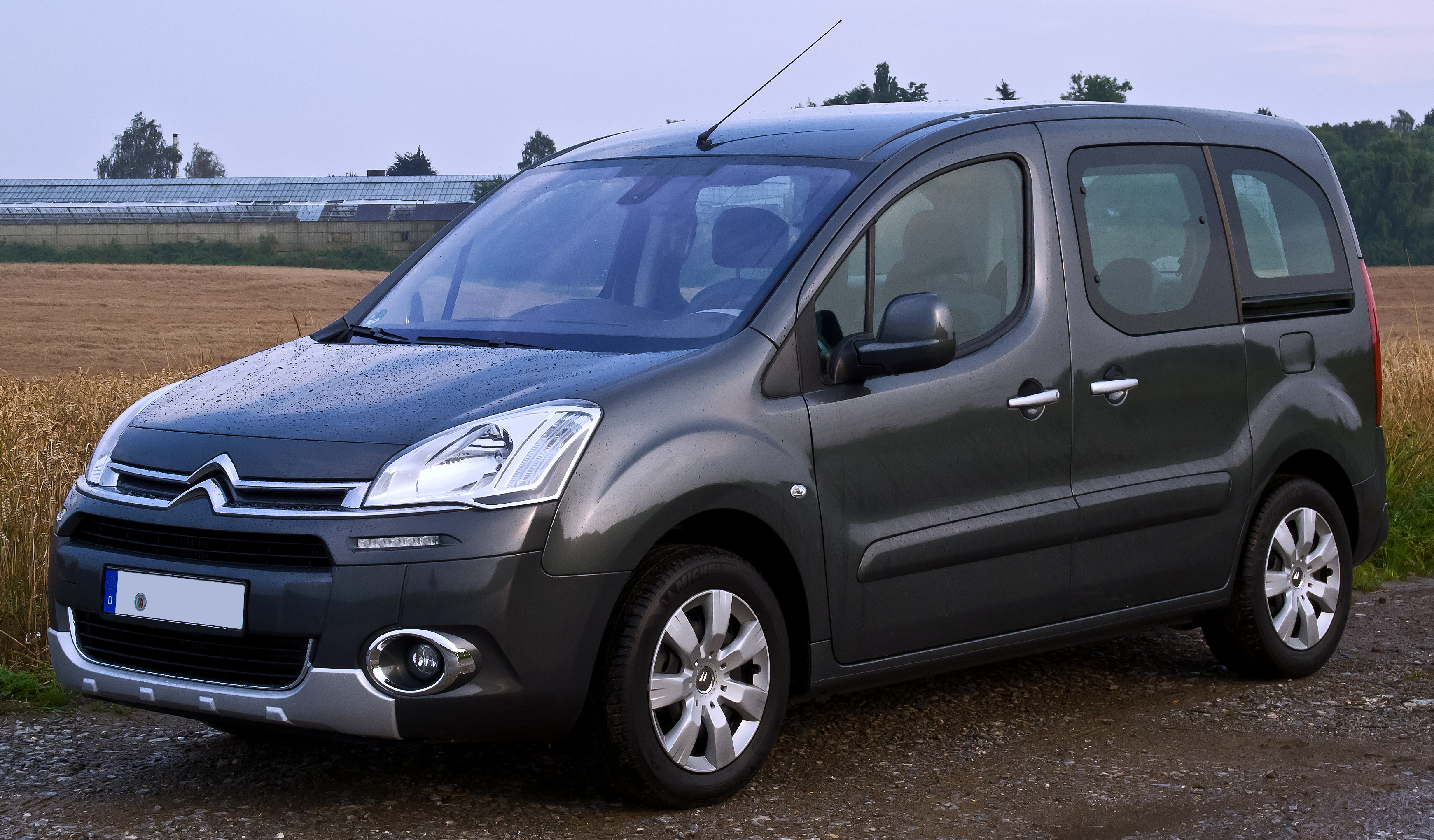
Citroën Berlingo Multispace (facelift 2012)
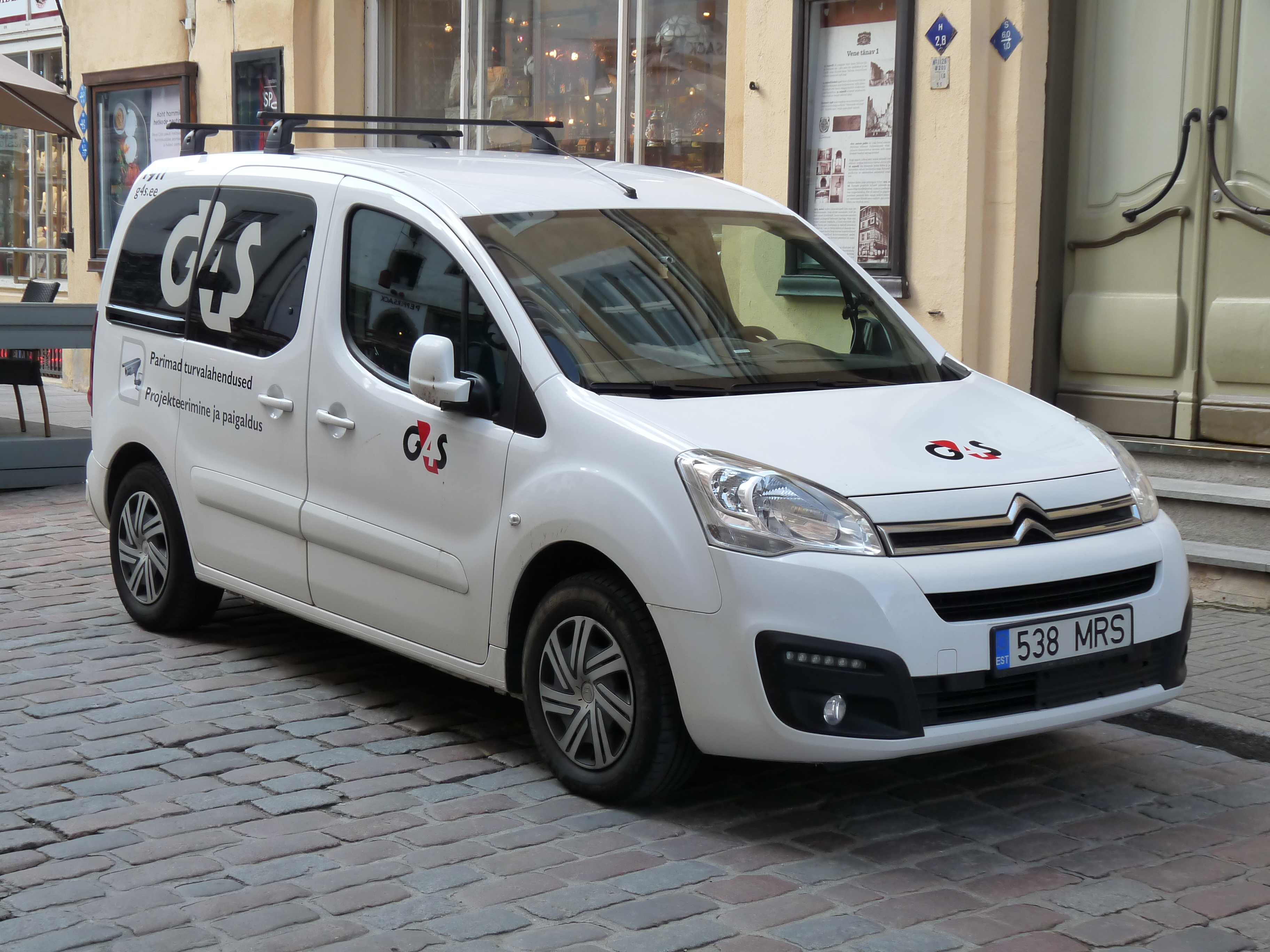
Citroën Berlingo (facelift 2015)
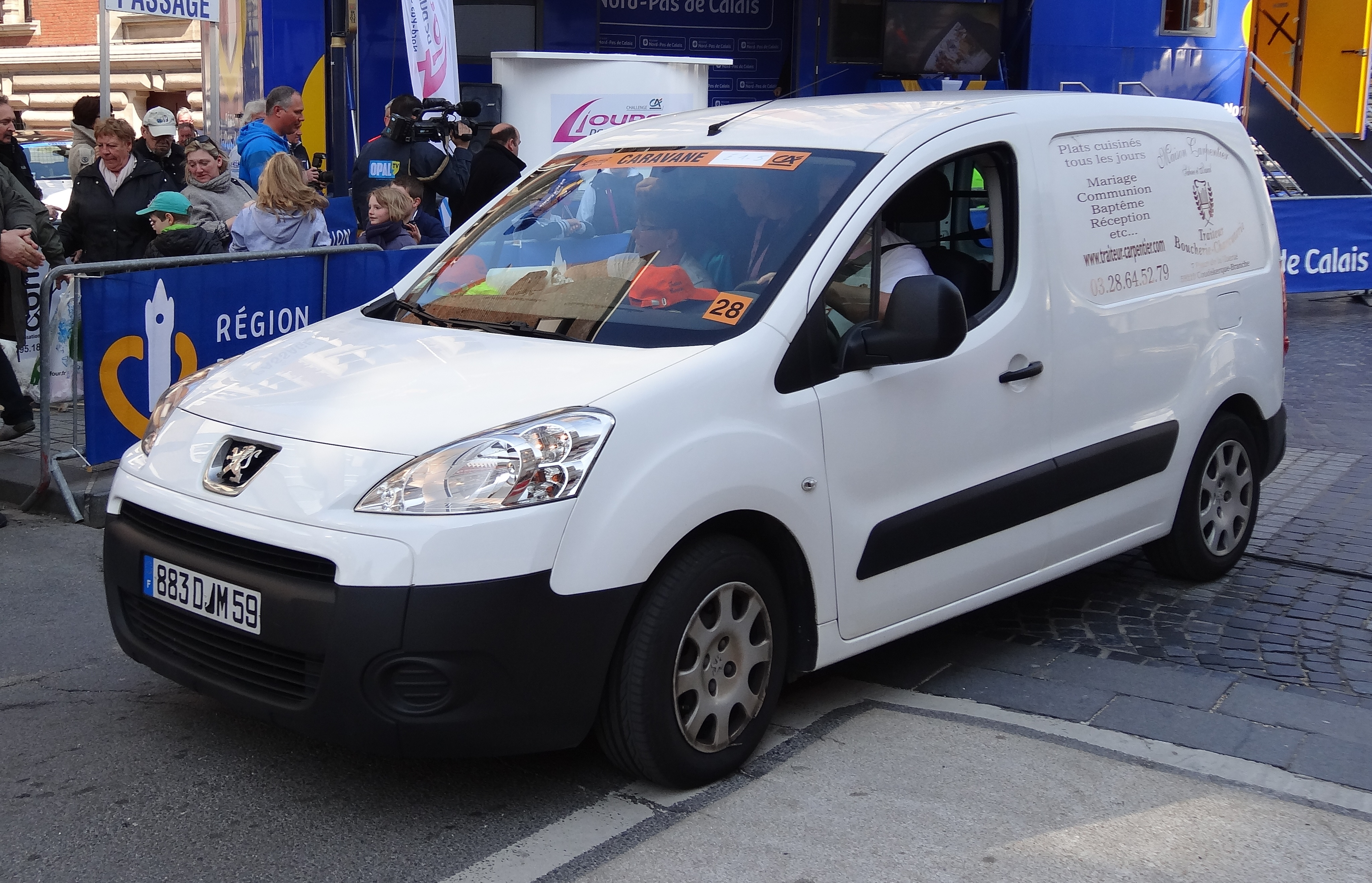
Peugeot Partner (pre-facelift)
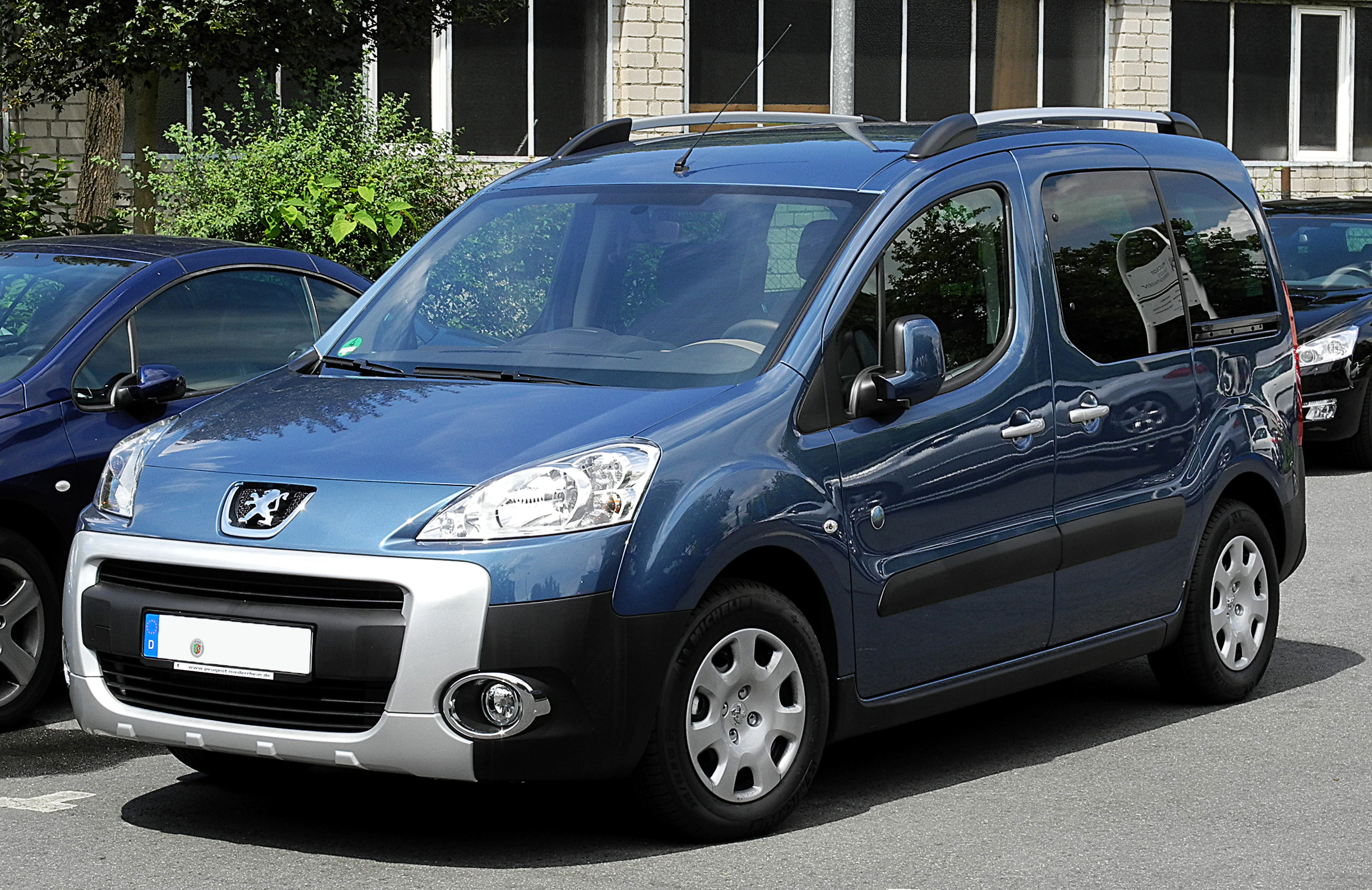
Peugeot Partner Tepee (pre-facelift)
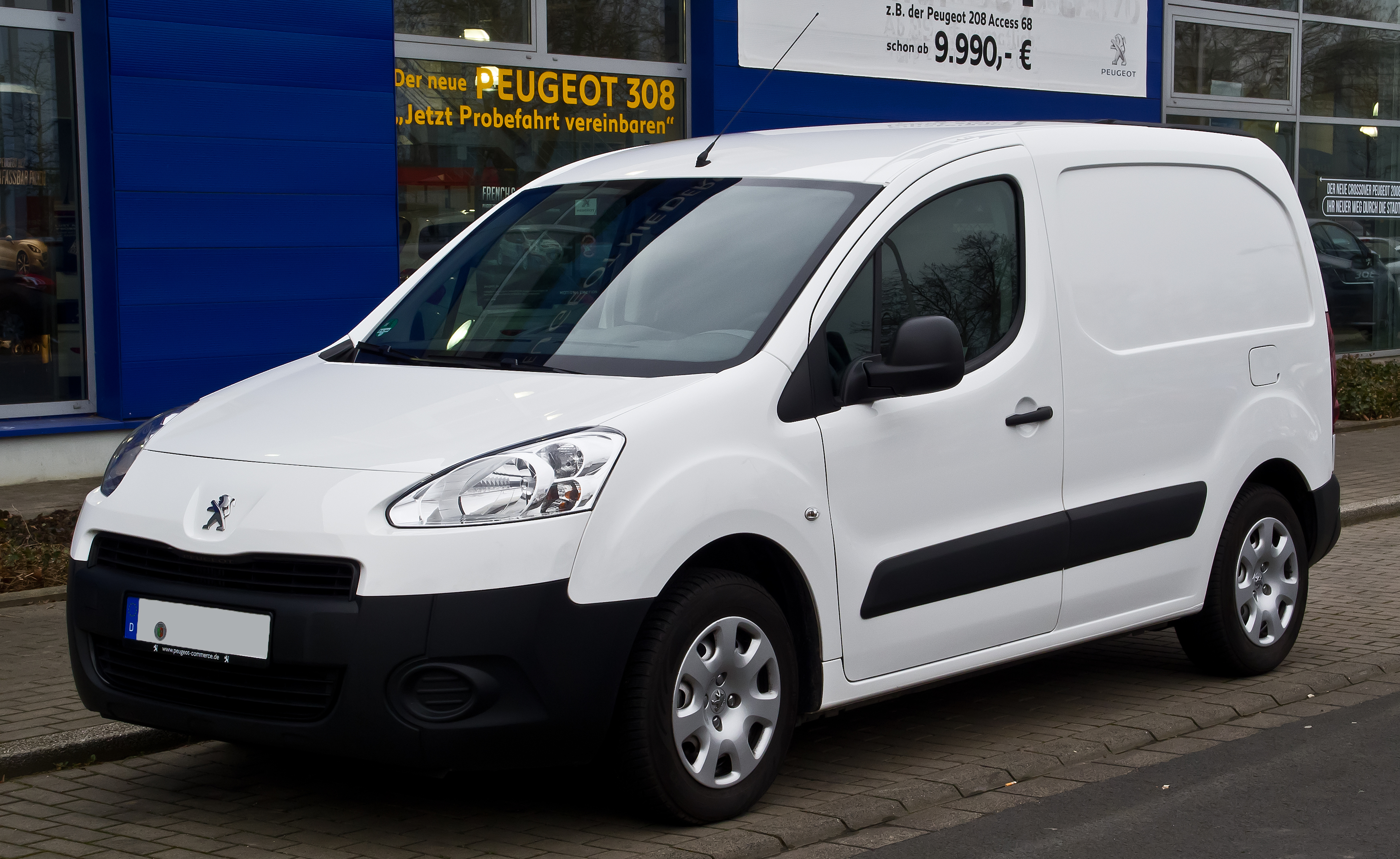
Peugeot Partner (facelift 2012)
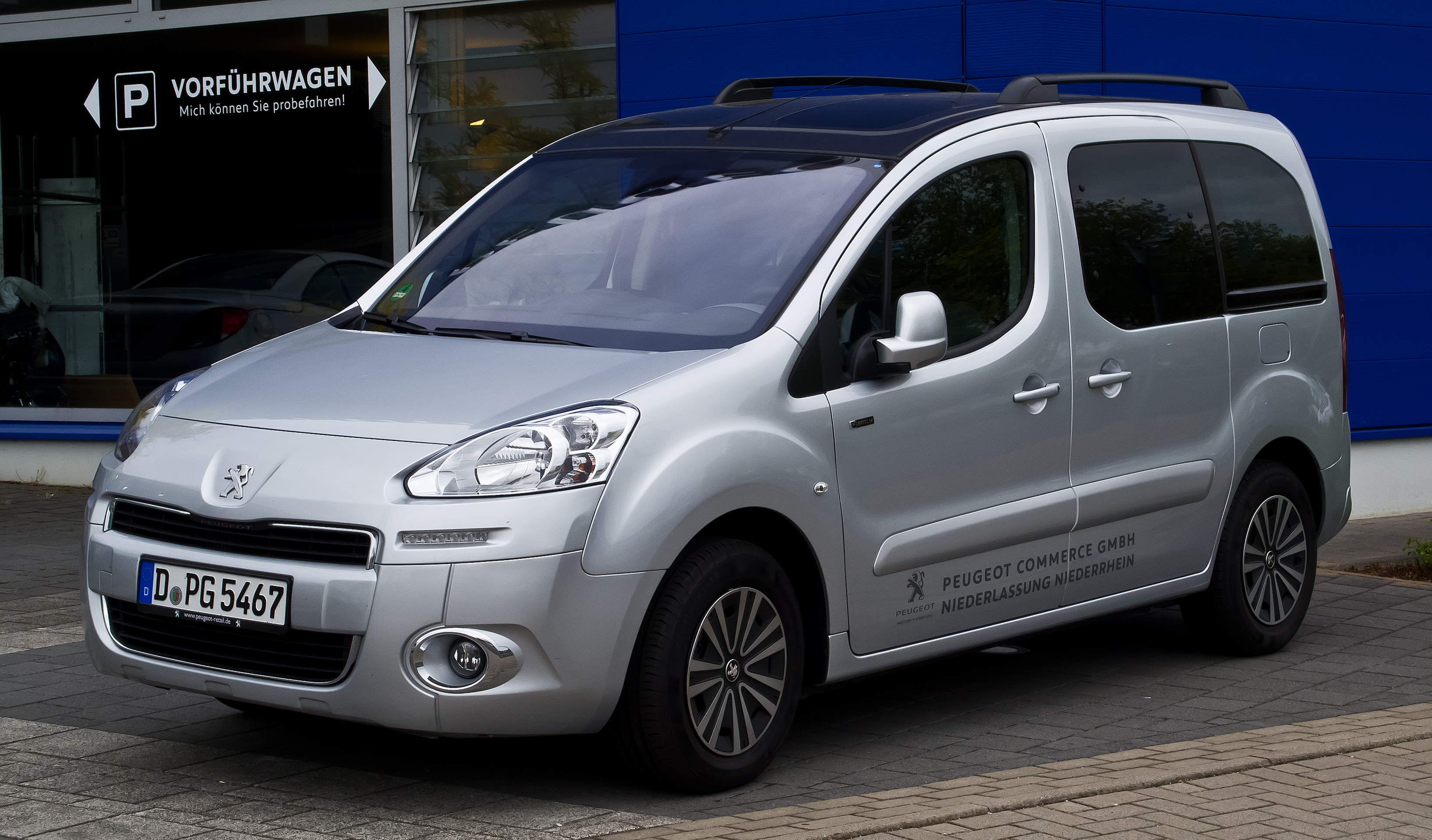
Peugeot Partner Tepee (facelift 2012)
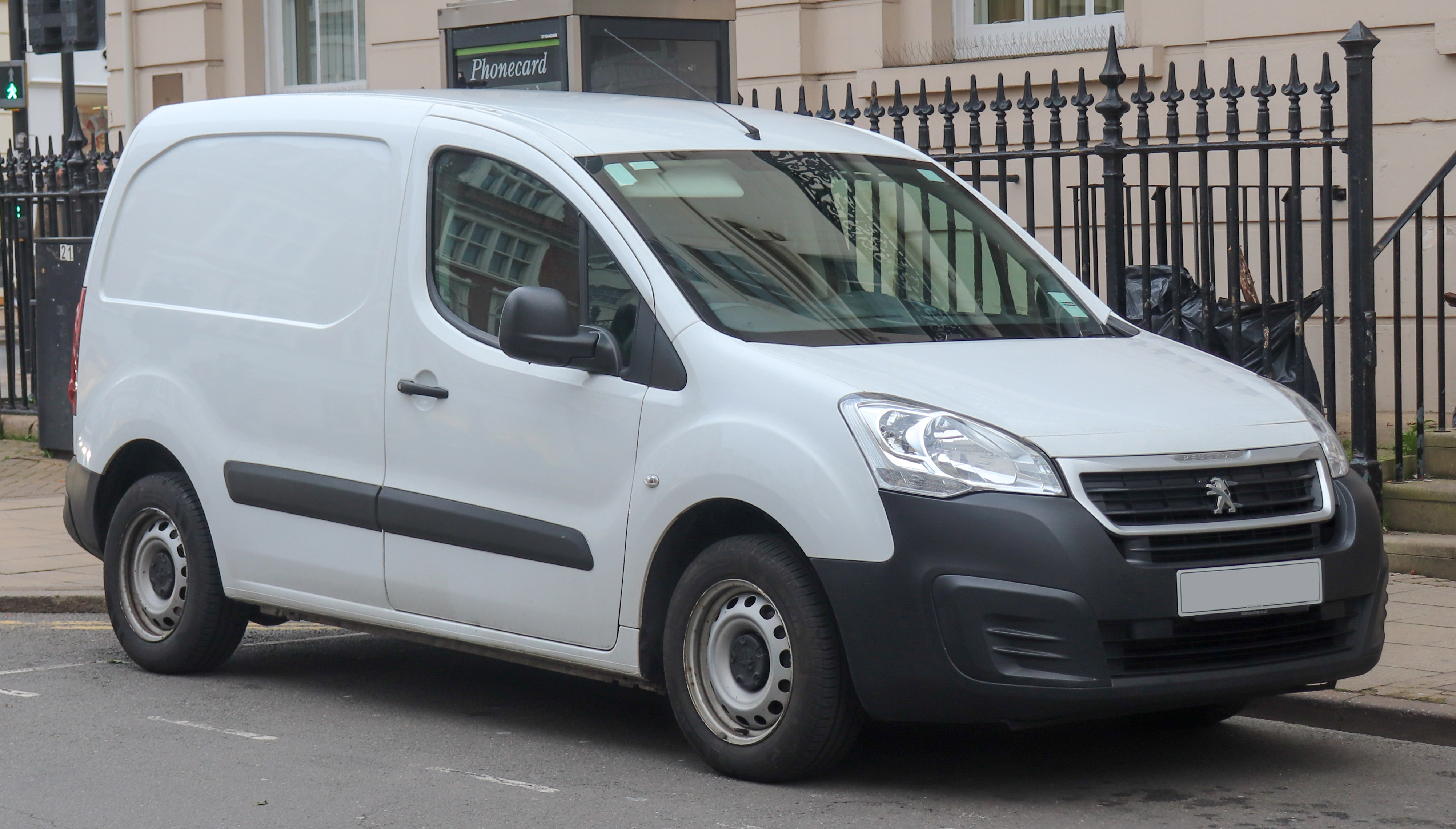
Peugeot Partner (facelift 2015)
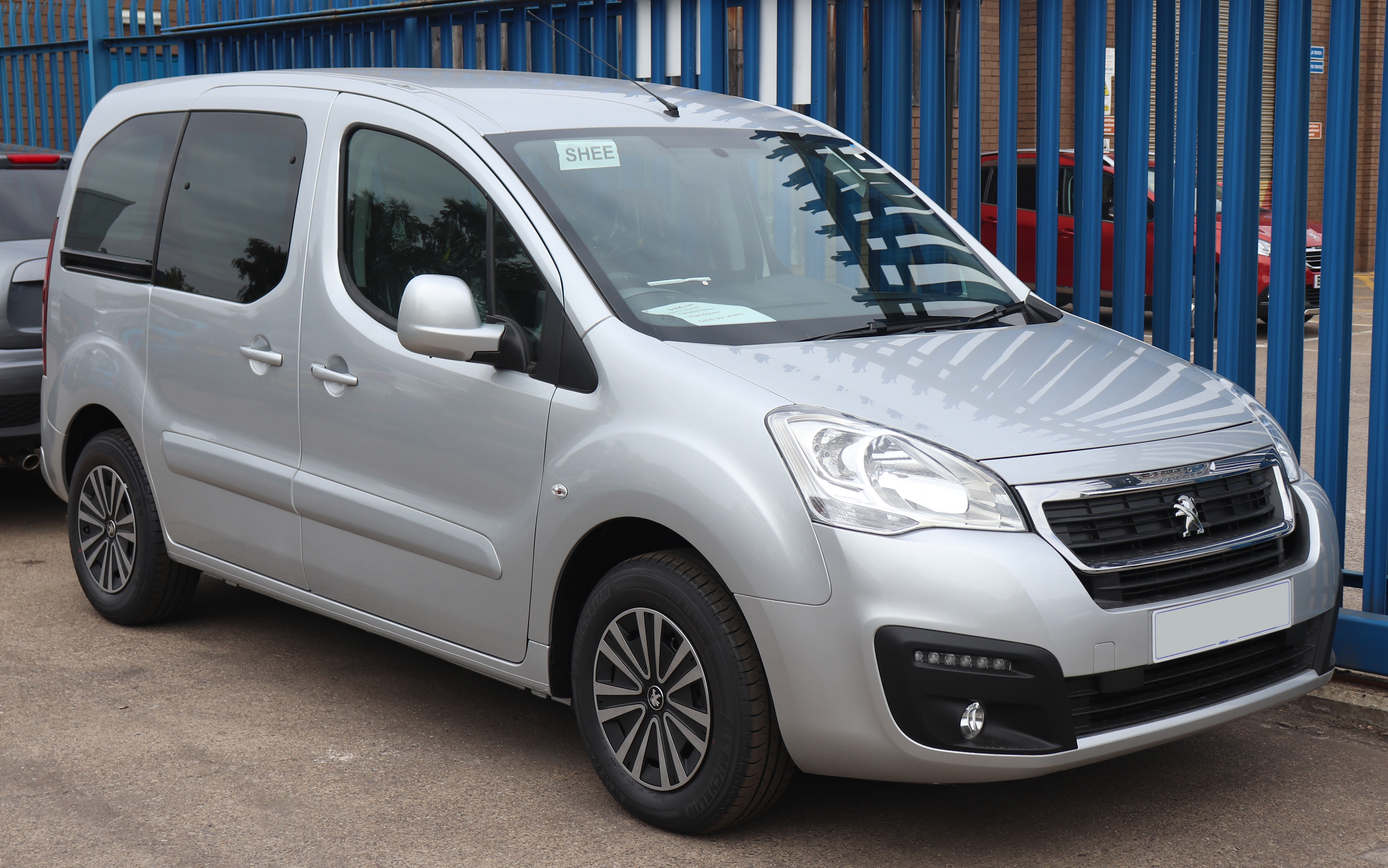
Peugeot Partner Tepee (facelift 2015)

### Motorizări
- 1.4 L (1360 cmc) TU3 I4, 74 CP și 121 N·m
- 1,4 L (1360 cmc) GNV TU3 I4, 74 CP și 121 N·m, GNC/benzină
- 1,6 L (1587 cc) I4 16 supape, 110 CP și 147 N·m, benzină
- 1,9 L (1868 cmc) DW8 I4, 70 CP și 127 N·m, diesel
- 2,0 L (1997 cmc) DW10 HDi I4, 89 CP și 209 N·m

## A treia generație (K9; 2018)
A treia generație Berlingo și noul Peugeot Rifter au fost dezvăluite oficial la Salonul Auto de la Geneva 2018. Modelul este vândut și ca a patra generație Opel și Vauxhall Combo după ce Grupul PSA a cumpărat Opel în martie 2017 și, de la sfârșitul lui 2019, ca Toyota ProAce City, în urma parteneriatului reînnoit dintre PSA și Toyota. ProAce City a fost dezvăluit oficial la Salonul de Vehicule Comerciale 2019 din Birmingham. Versiunea cu siglă Fiat a fost lansată ca Fiat Doblò în iunie 2022 atât în versiune ICE, cât și în versiune electrică e-Doblò.
A treia generație Berlingo este prima cu acest nume care va fi lansată în Japonia, în octombrie 2019.
În ianuarie 2022, Stellantis a încetat să mai comercializeze versiunile cu ardere internă (diesel și benzină) ale autoutilitarelor sale de pasageri în țările Uniunii Europene. Această mișcare a fost motivată de o decizie de reducere a emisiilor medii de CO2 ale vehiculelor comercializate de companie în Europa, în conformitate cu reglementările UE privind emisiile. Ca urmare, Berlingo, Rifter și Combo Life sunt acum oferite doar în versiunea lor electrică cu baterie. Furgonetele de marfă nu sunt afectate de această modificare, nici modelele cu emblema Toyota, întrucât producătorul japonez este în conformitate cu obiectivele reglementărilor CAFE. Variantele cu motoare cu ardere internă ale furgonetelor de pasageri Stellantis sunt de așteptat să revină în 2023 cu un sistem mild-hybrid.

### Versiuni electrice
Pe 14 ianuarie 2021, Citroën a dezvăluit ë-Berlingo Van electric, care a fost urmat 6 zile mai târziu de Opel Combo-e Cargo și Vauxhall Combo-e, și din nou 6 zile mai târziu de către Peugeot e-Partner. Pe 26 februarie 2021, Peugeot a introdus e-Rifter, iar pe 4 mai 2021, Toyota a dezvăluit ProAce City Electric și ProAce City Verso Electric.

### Galerie

#### Versiuni comerciale

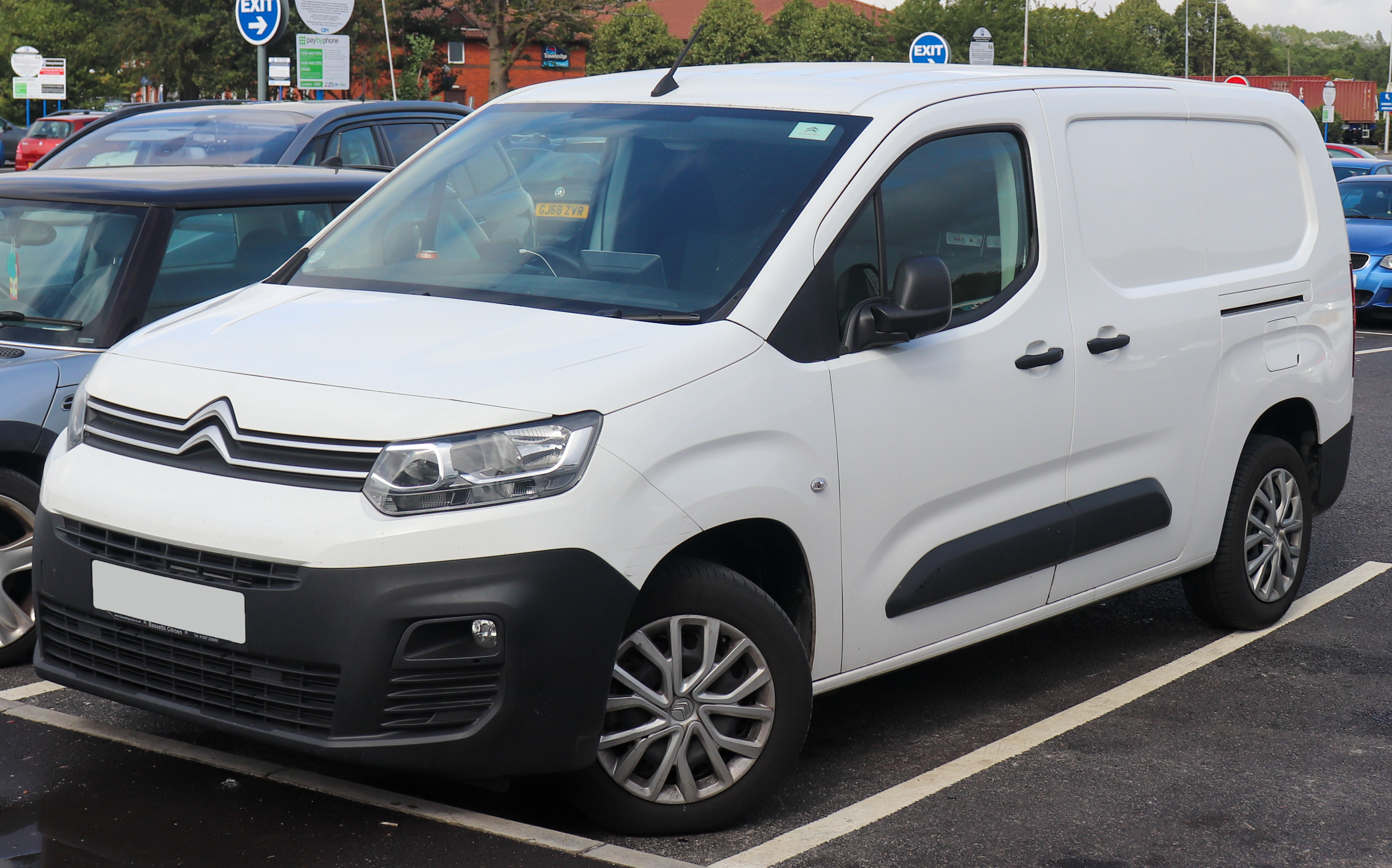
Citroën Berlingo van, are un design frontal diferit față de versiunea pentru pasageri
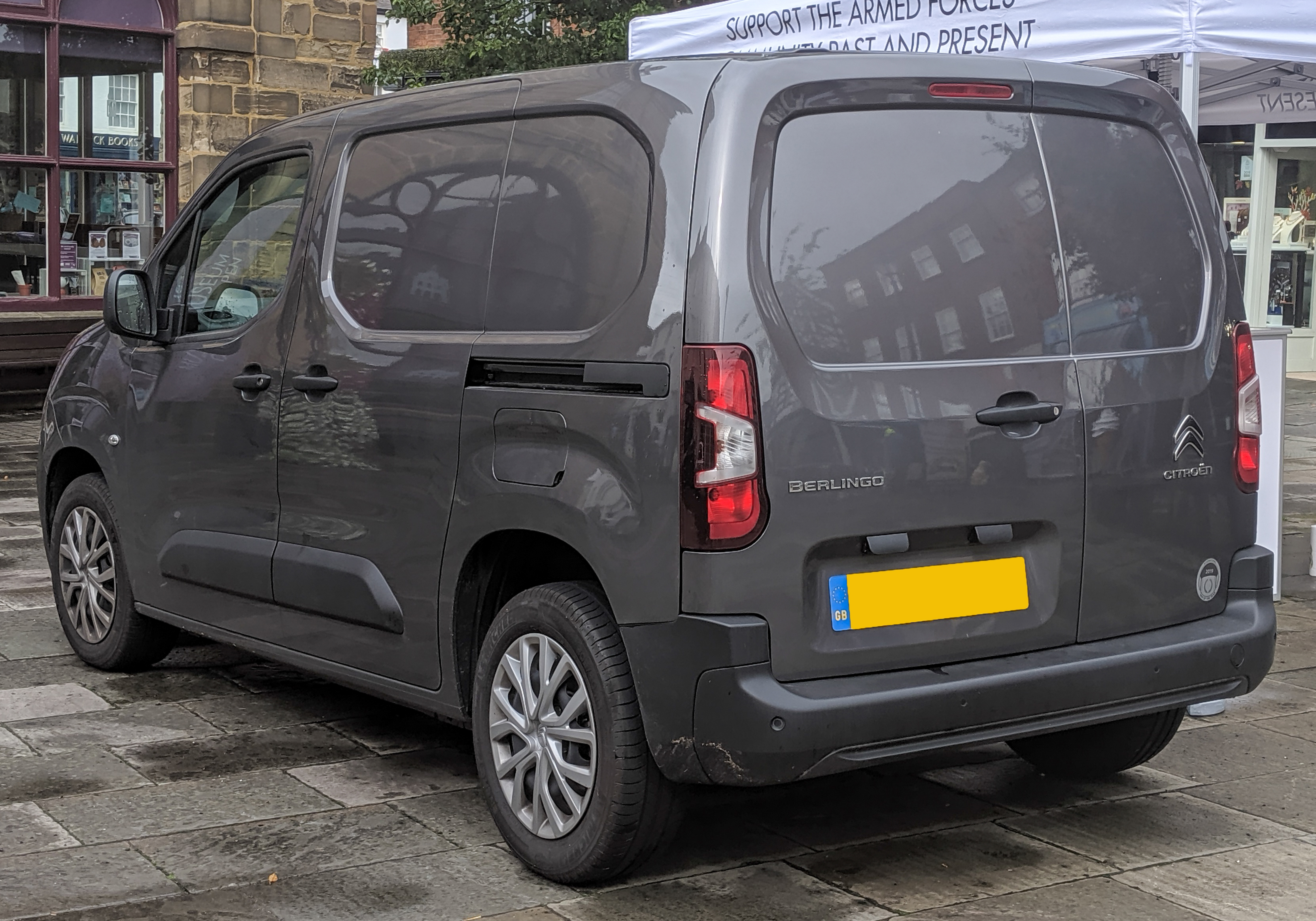
Citroën Berlingo van (spate)
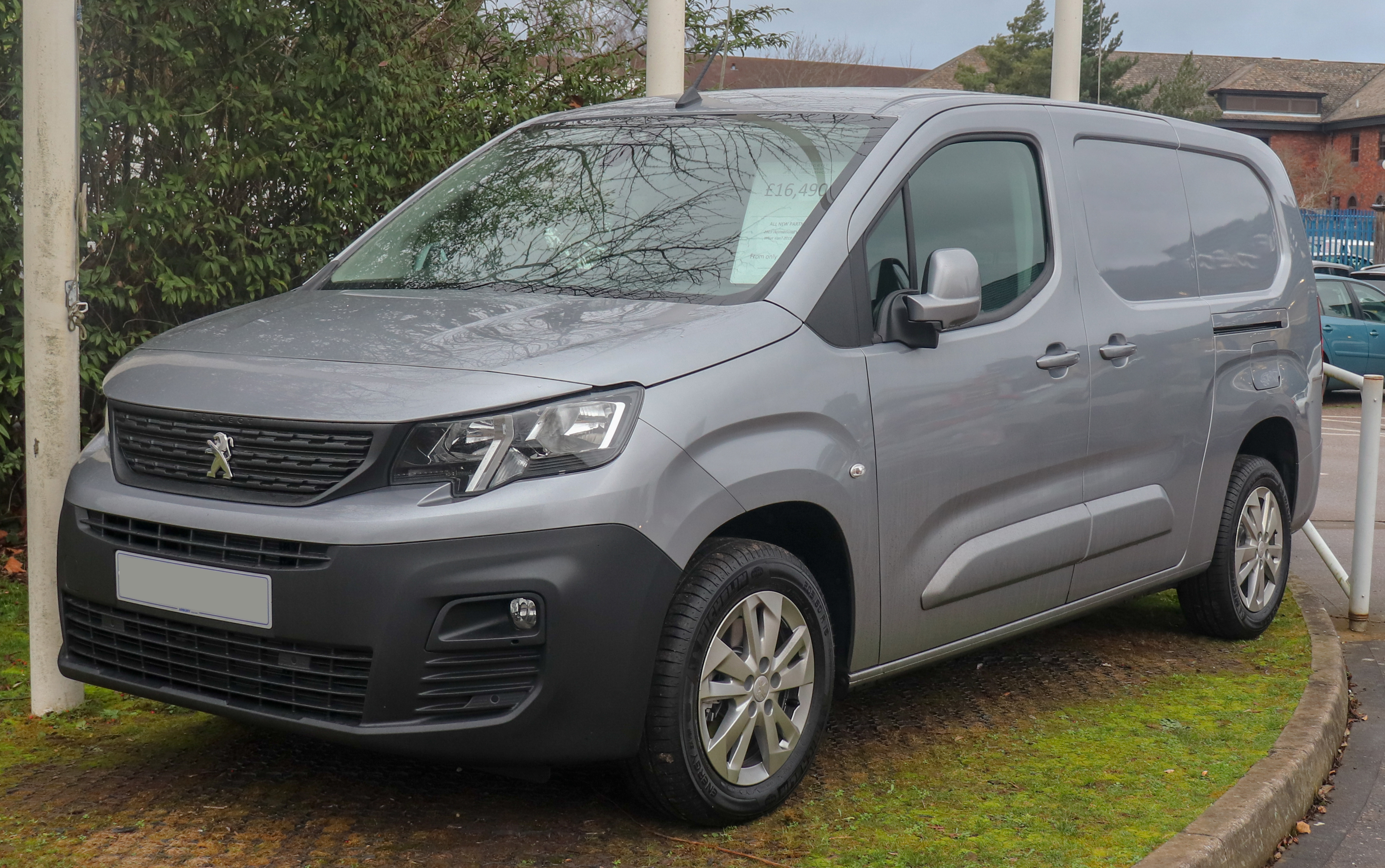
Peugeot Partner
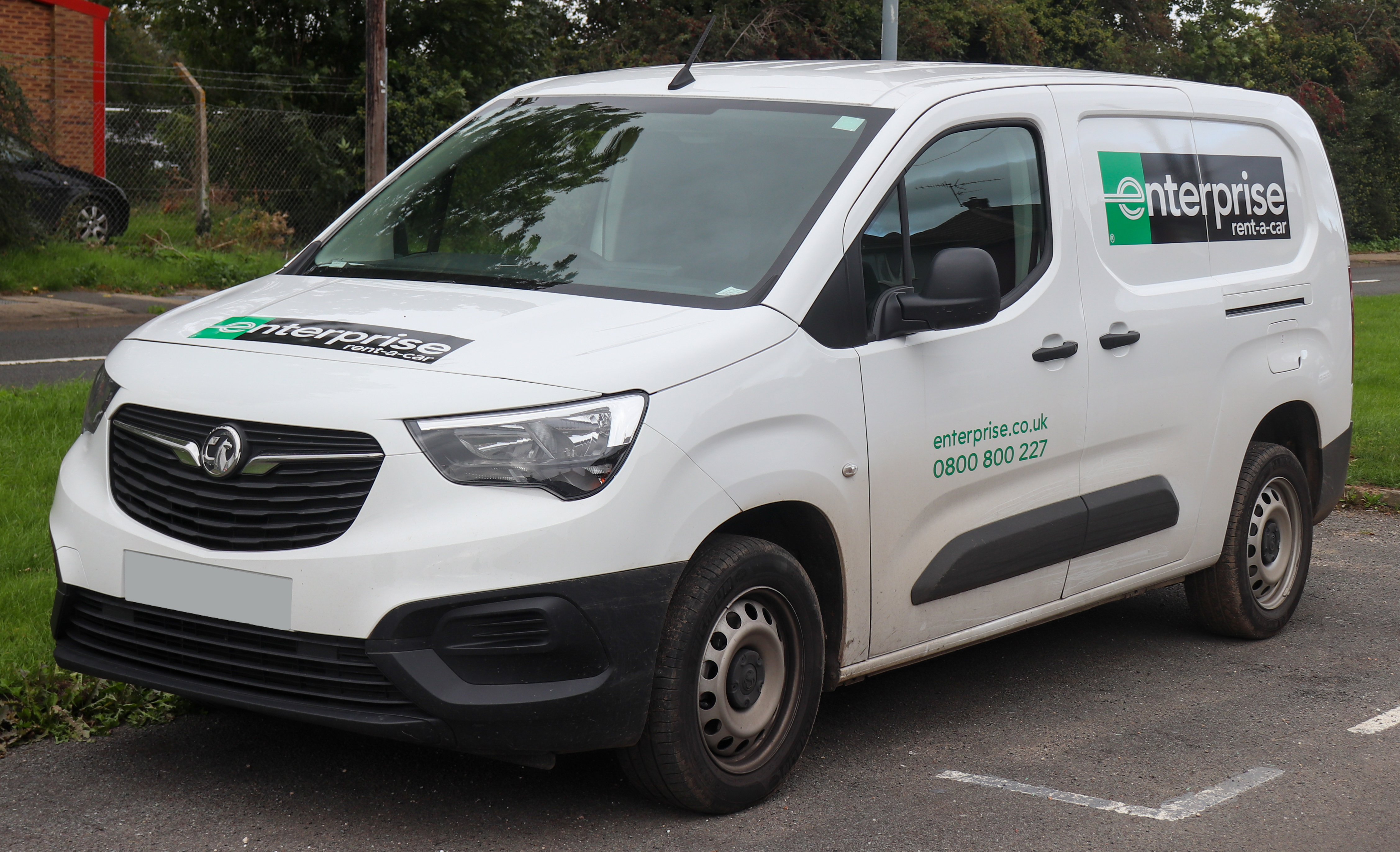
Vauxhall Combo
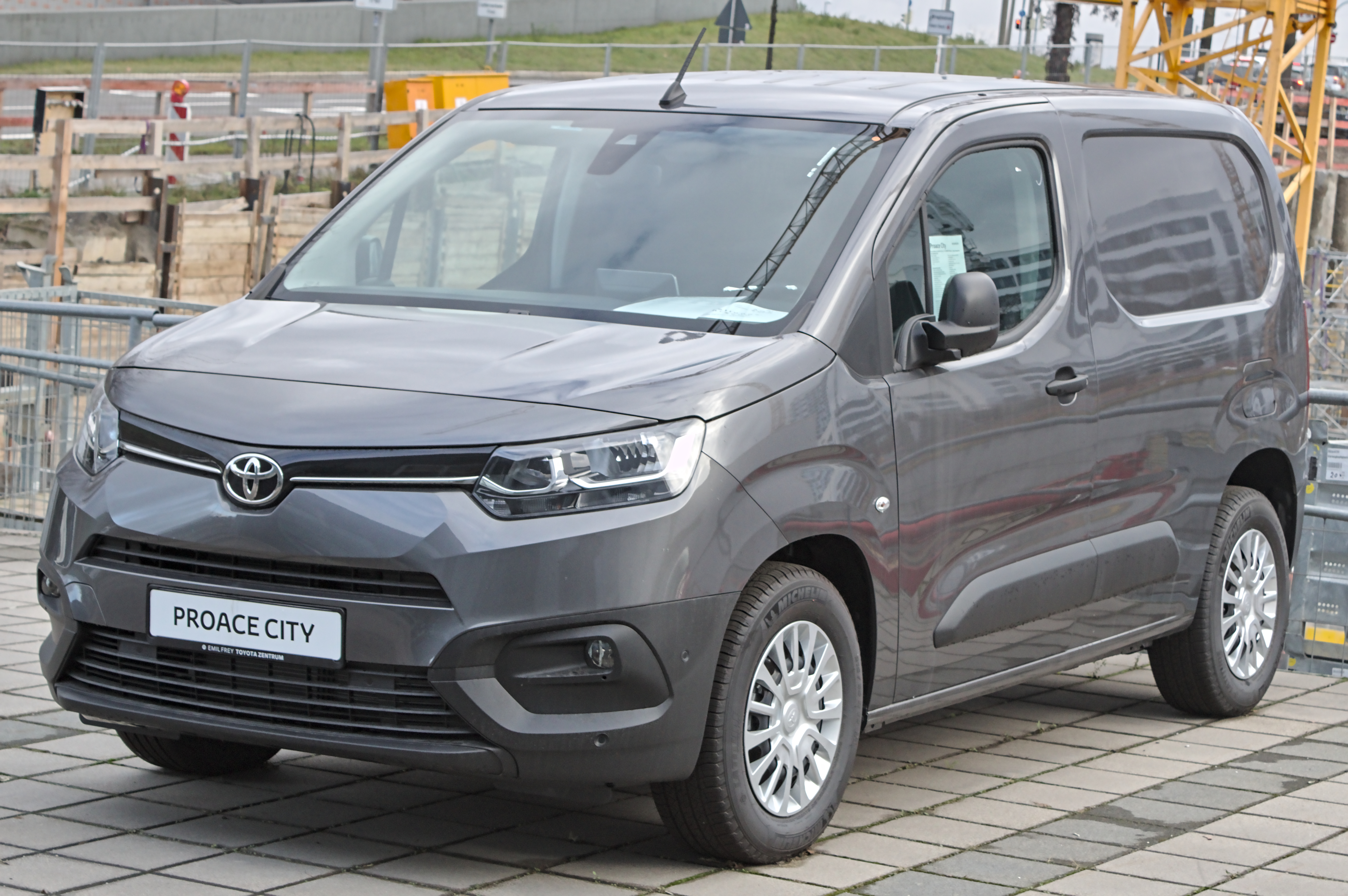
Toyota ProAce City

#### Versiuni pentru pasageri

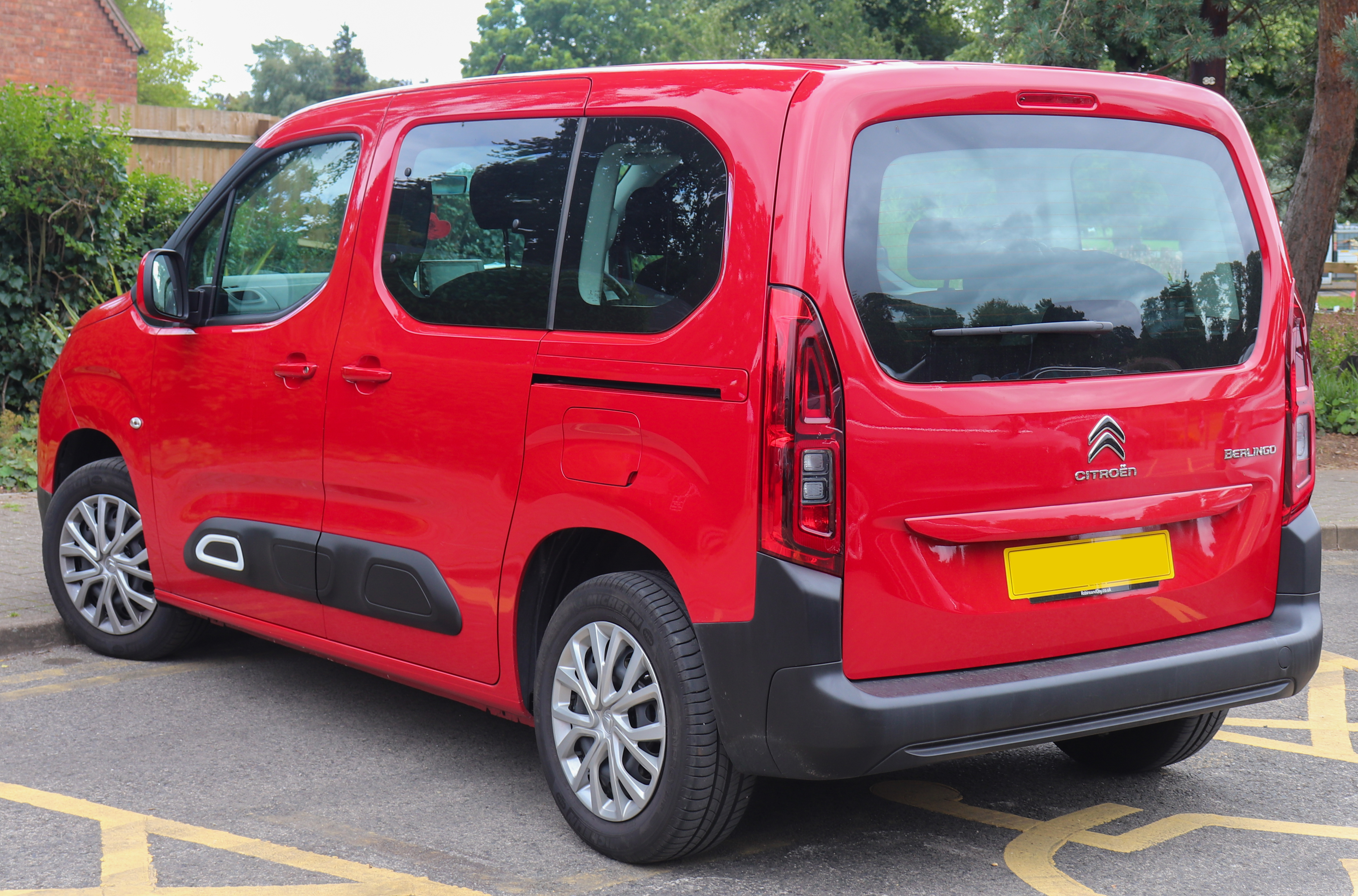
Citroën Berlingo
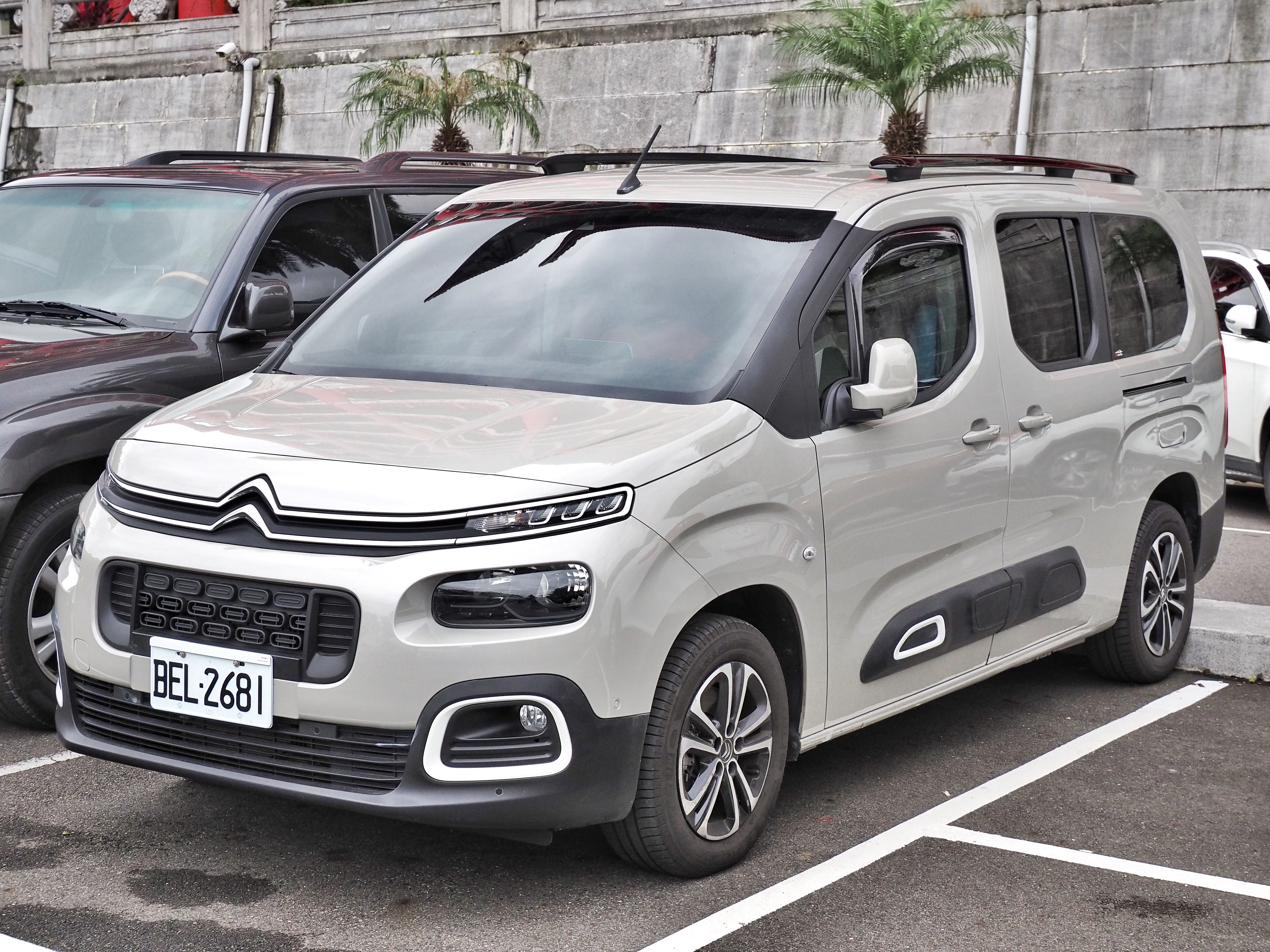
Citroën Berlingo XL
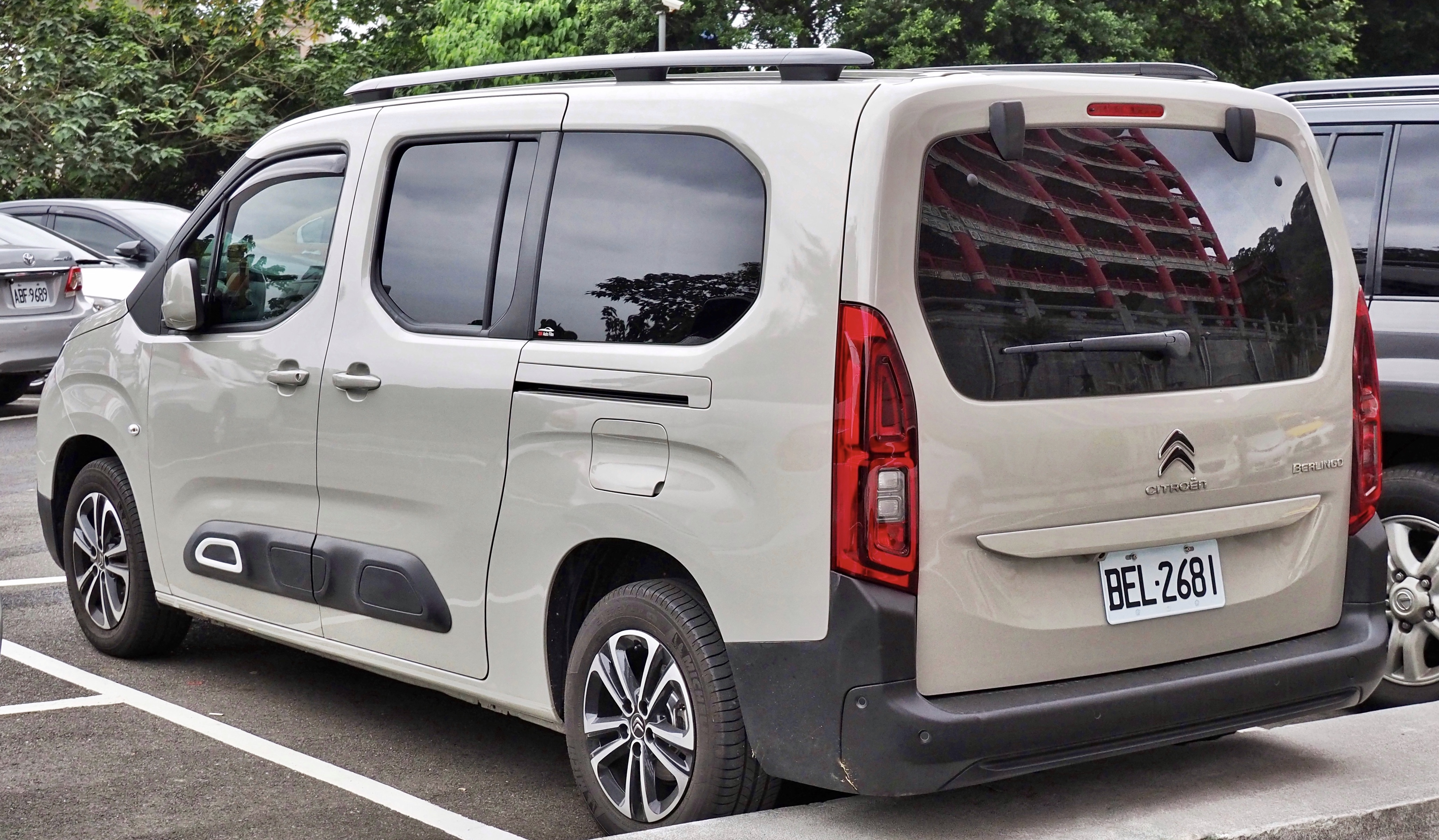
Citroën Berlingo XL
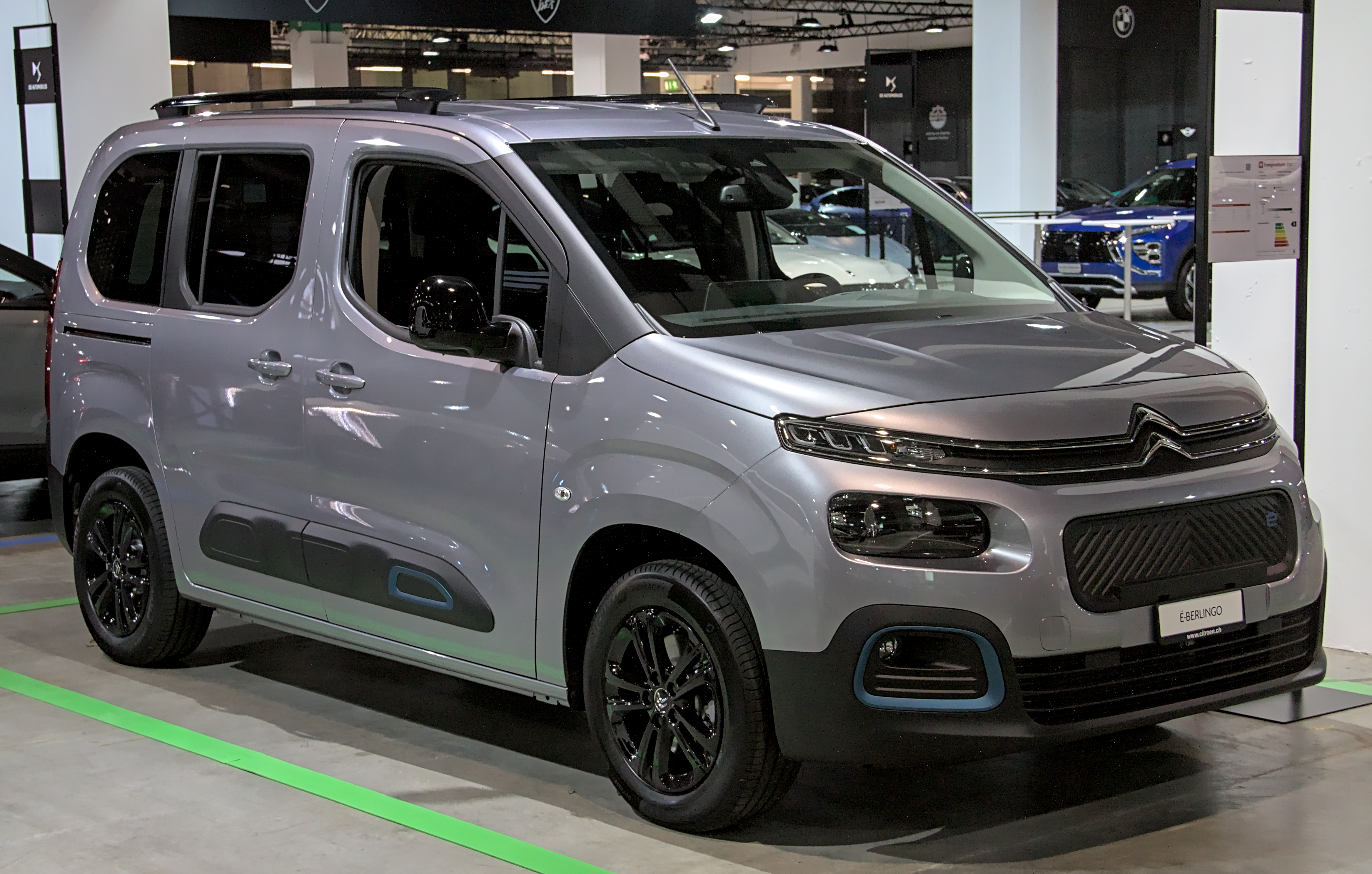
Citroën ë-Berlingo
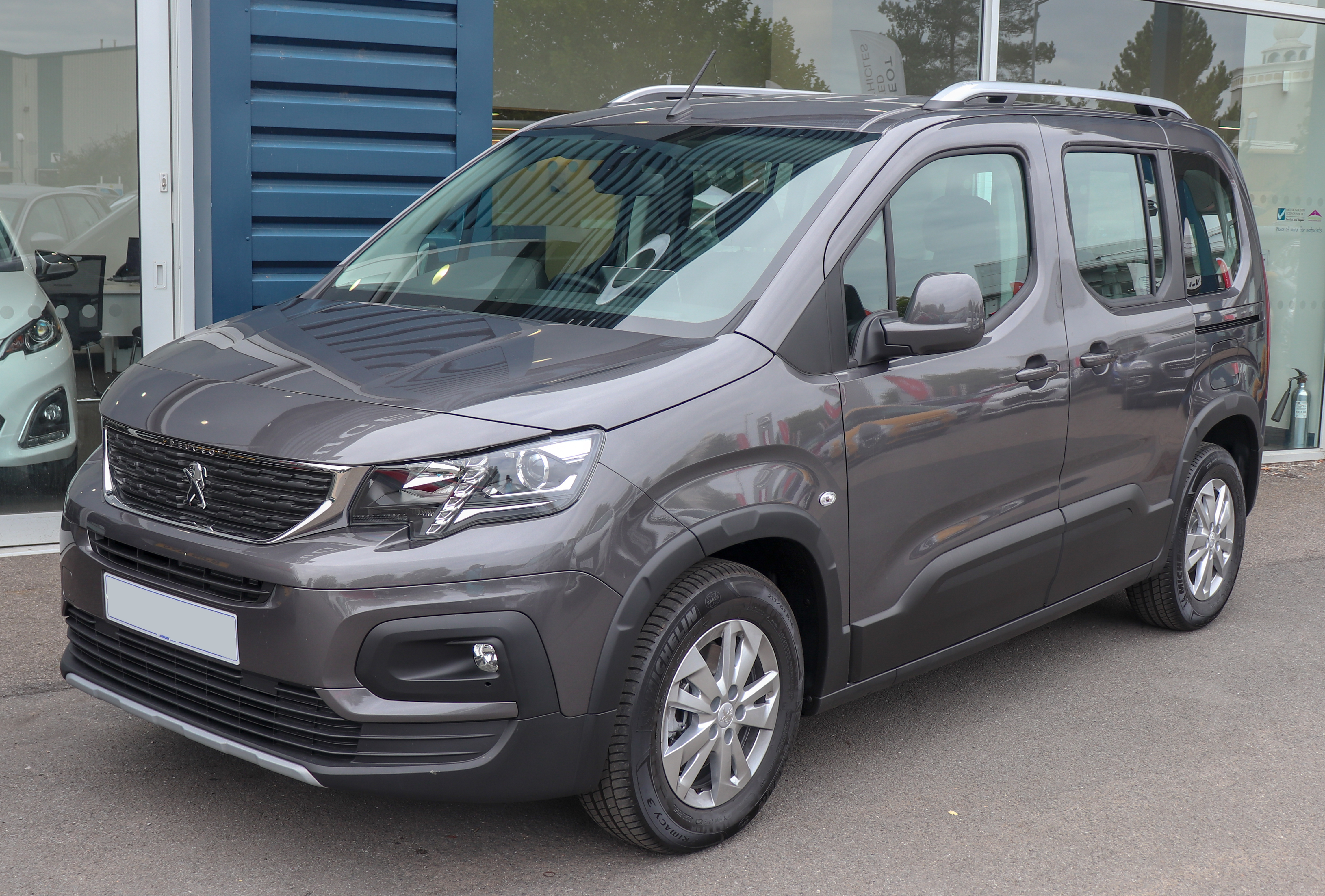
Peugeot Rifter
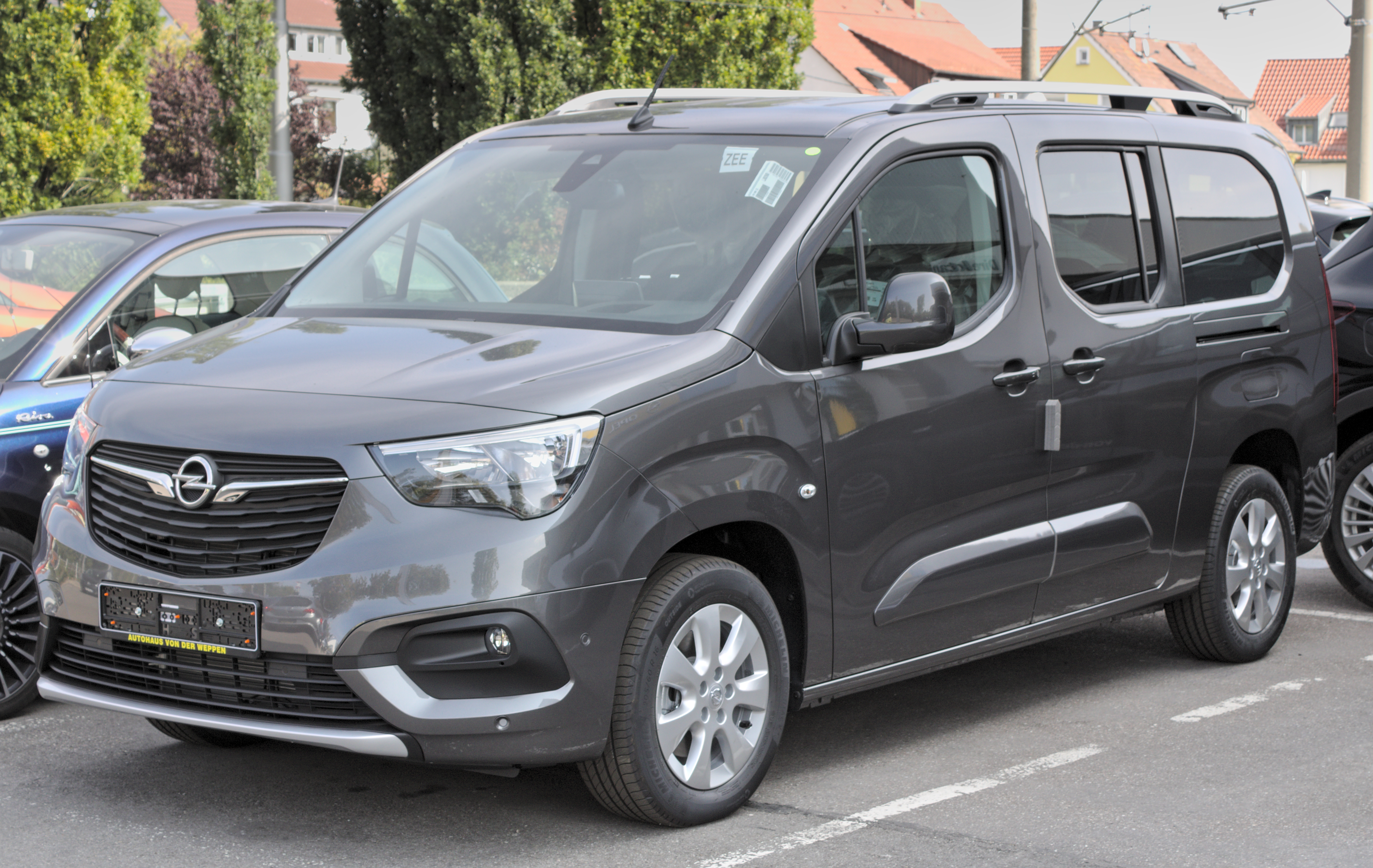
Opel Combo Life
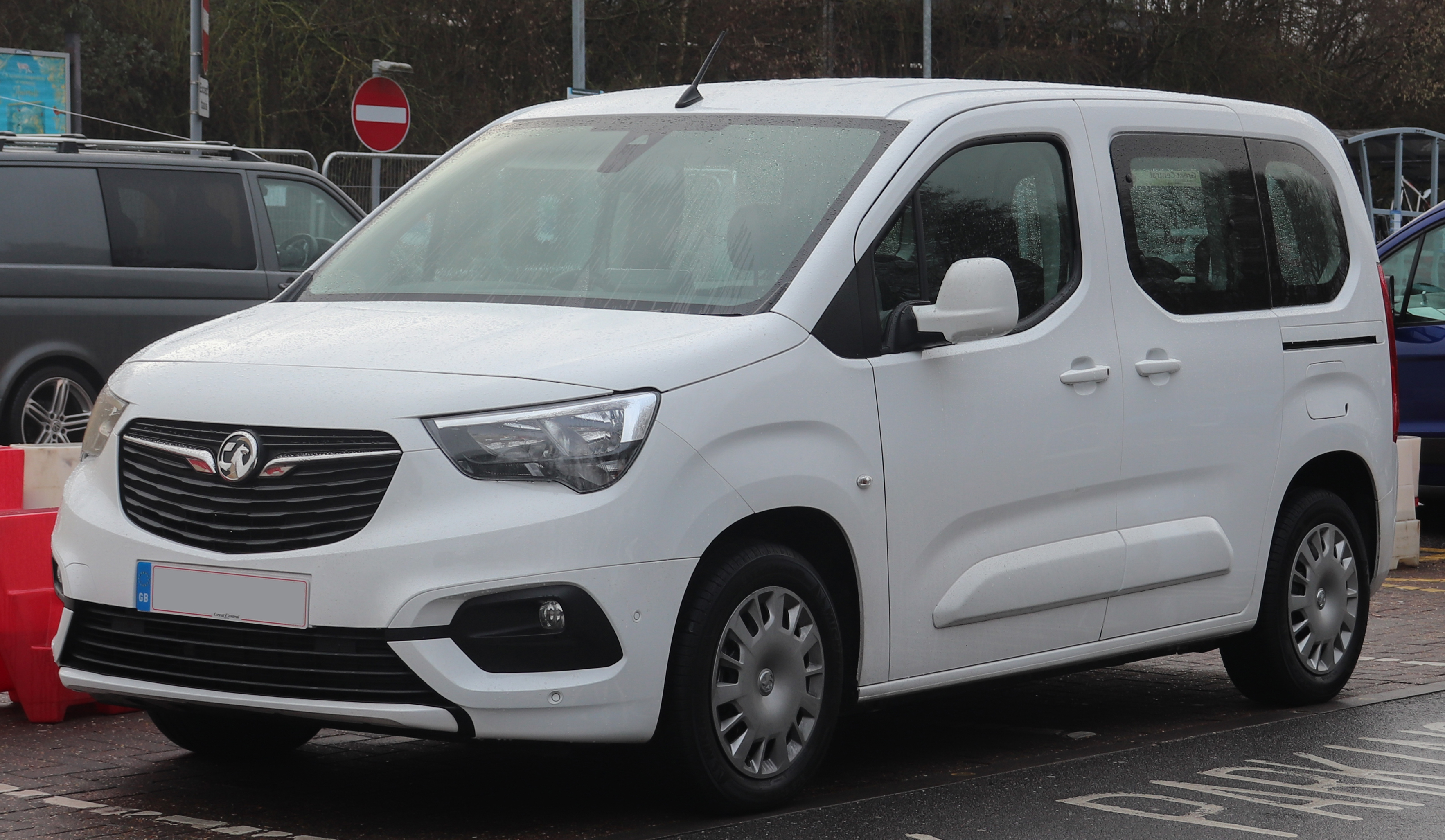
Vauxhall Combo Life
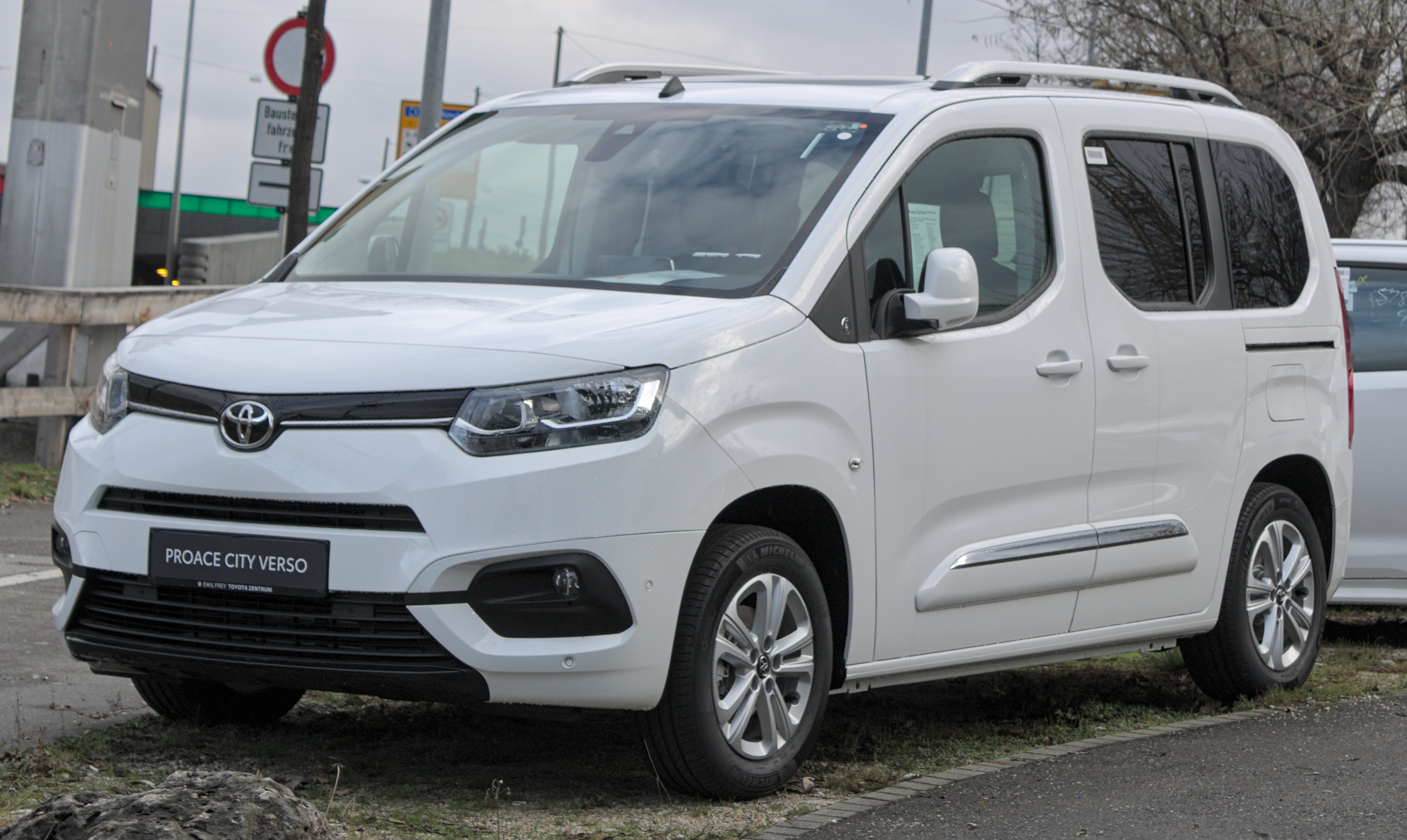
Toyota ProAce City Verso
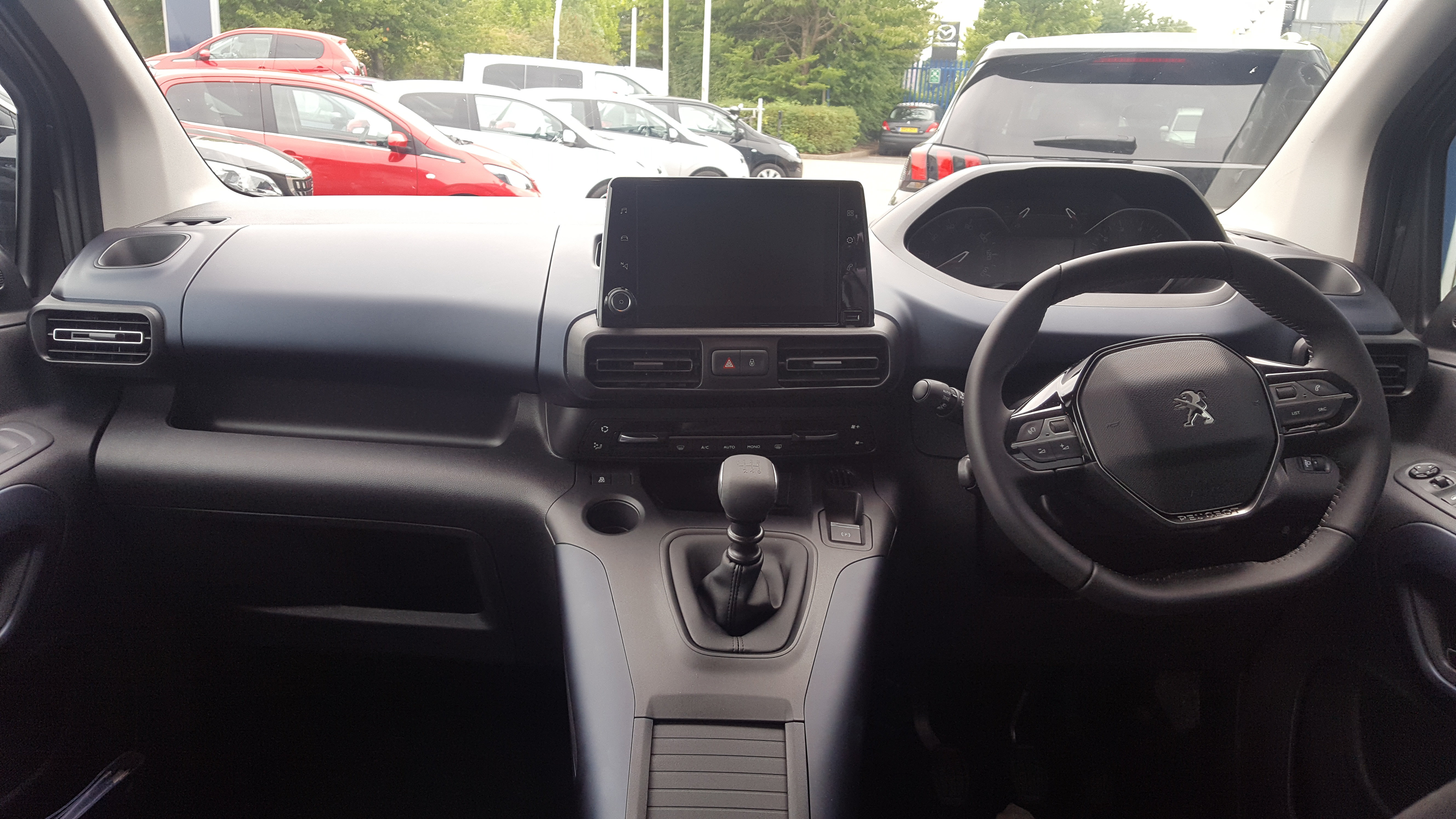
Interior (Peugeot Rifter) cu design Peugeot iCockpit
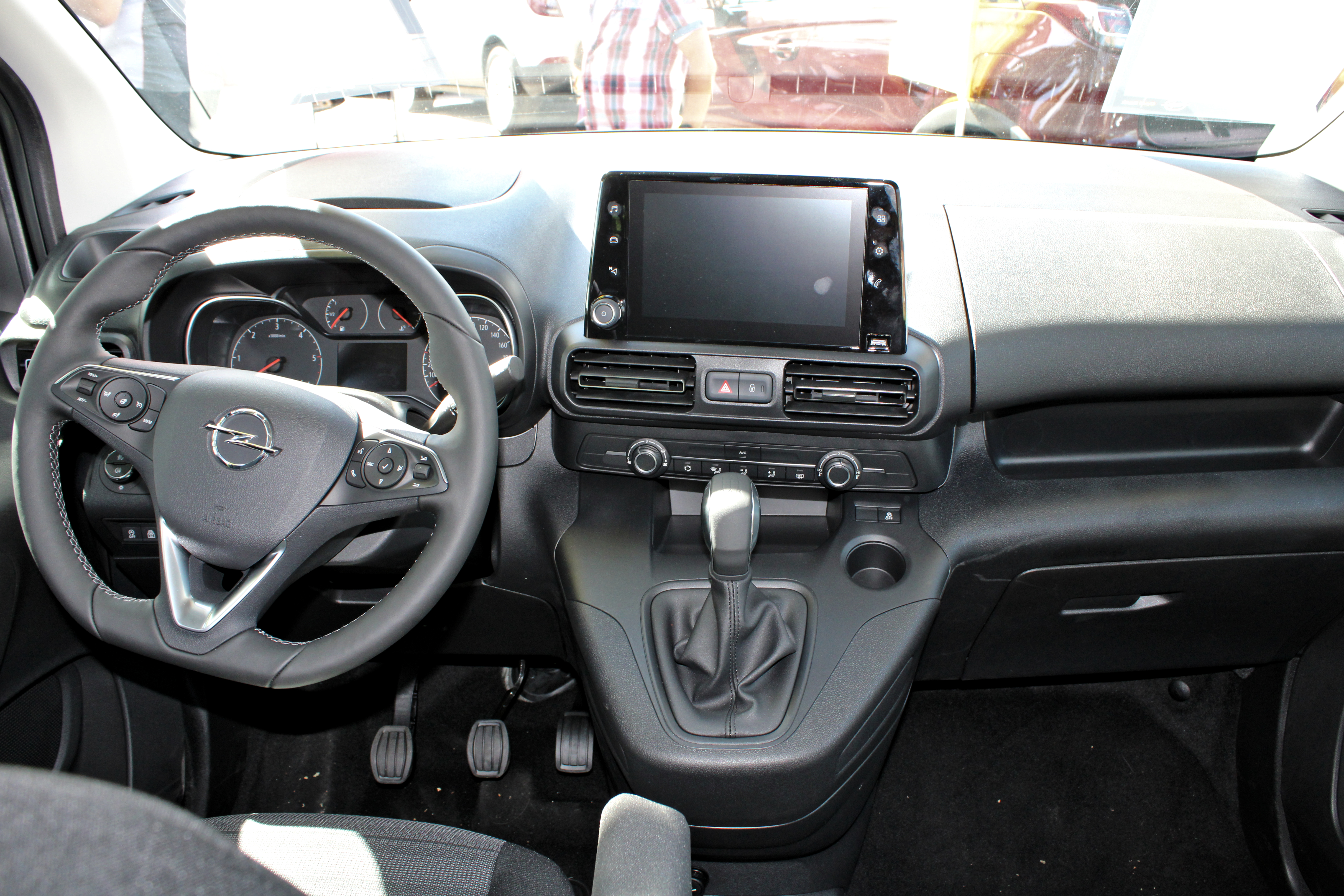
Interior (Opel Combo Life)